# 火の鳥 (漫画)
『火の鳥』（ひのとり）は、手塚治虫のシリーズ漫画作品。時代的あるいは地質時代的に、または宇宙的に極端に隔てられた様々なキャラクターが登場し、死ぬことのない「火の鳥（フェニックス / 不死鳥）」を追い求めるという一点で互いに繋がりを持ちながら、一つの生命としてあるいは煩悩にまみれた人間として生きる機会を得た“舞台”で、それぞれの生涯をかけたドラマを展開する。
本作は、漫画を原作としたメディアミックス作品（映画・アニメ・ラジオドラマ・ビデオゲーム）が製作されているほか、アニメーション映画と演劇ではスピンオフ作品となっている。

## 概要
手塚治虫が漫画家として活動を始めた初期のころから晩年まで手がけられており、手塚治虫がライフワークと位置付けた漫画作品。古代からはるか未来まで、地球や宇宙を舞台に、生命の本質・人間の業が、手塚治虫自身の独特な思想を根底に壮大なスケールで描かれる。物語は「火の鳥」と呼ばれる鳥が登場し火の鳥の血を飲めば永遠の命を得られるという設定の元、主人公たちはその火の鳥と関わりながら悩み、苦しみ、闘い、残酷な運命に翻弄され続ける。
作品は時系列順には執筆されず、雑誌「COM」以降の連載作品では過去・未来・過去・未来と交互に描き、手塚本人が死亡した瞬間に作品が完結するという構想で描かれていた。
この作品に多くの漫画家が影響を受け、数多くの映像化・アニメ化・ラジオドラマ化が行われた。

## 作品の構成
火の鳥は「○○編」と名の付く複数の編から成り立っている。
最初に連載されたのは1954年（昭和29年）、学童社の『漫画少年』の「黎明編」だったが、学童社はその後約1年ほどで倒産し未完に終わる。1956年に雑誌『少女クラブ』に「エジプト編」「ギリシャ編」「ローマ編」が連載された。そこから期間を空け、1967年に雑誌『COM』に、構想も新たに「黎明編」が連載された。さらに「未来編」「ヤマト編」「宇宙編」「鳳凰編」「復活編」「羽衣編」「望郷編」「乱世編」と書き継がれたが、同誌は休刊になる。1976年には、雑誌『マンガ少年』で改めて「望郷編」「乱世編」が連載され、さらに「生命編」「異形編」も連載されたが、同誌も休刊する。1986年に小説誌『野性時代』で「太陽編」が連載された。
各エピソードは、1つの物語として完結しているため、朝日ソノラマ出版版や角川版などの一部では、「第○巻」とせずに「○○編」とだけ付けていた。手塚の生前は、このような巻数表記の無い単行本が主流であった。
手塚が生前執筆した『火の鳥』は「太陽編」までであるが、その後も複数のエピソードの構想が練られていた。『火の鳥』は過去、未来、過去、未来、と交互に「現代」に近付いて描かれるが、手塚は「自分の死亡時刻」を現代としており、「現代編」を死ぬ瞬間に1コマ程度描くと公言していたが、それは叶わなかった。
『火の鳥』の物語は、円環構造をなしている。作中の時代においてはもっとも先の時代を描いた「未来編」のラストは「黎明編」に回帰する構成になっており、作品自体が輪廻を無限に繰り返すような作りにもなっている。
1980年に公開されたアニメーション映画『火の鳥2772 愛のコスモゾーン』は、漫画の映像化ではない手塚オリジナルの物語であり、火の鳥全体を総括するような内容になっている。本作品は火の鳥の世界の結末の一つが描かれている。
手塚死去のために描かれなかった内容は、セガから発売された2003年のゲーム『ASTRO BOY・鉄腕アトム -アトムハートの秘密-』や2006年の『ブラック・ジャック 火の鳥編』などに一部着想が生かされている。また、作家の桜庭一樹が「小説　火の鳥　大地編」を執筆している。
『ブッダ』は、雑誌『COM』の休刊時に「火の鳥 東洋編」として出版社から企画されたものであった。そのため、作風やテーマ性が共通し、鼻が大きな人物（猿田と同じ顔）など共通の登場人物が数人出てくる。
1989年に手塚がストーリーを手がけた舞台劇『火の鳥』が上演された。2月8日にスペース・ゼロにて初演を迎えたが、翌2月9日に手塚が亡くなったため、急遽追悼公演として上演されるようになった。手塚の訃報を知ったスタッフが午後7時の公演時間に合わせてお悔やみの場内アナウンスを流すと、観客席からは嗚咽が漏れ、舞台の最中にも止まらなかったという。その後、この舞台劇版は講談社から発売されている『手塚治虫漫画全集 386巻 別巻手塚治虫シナリオ集』や朝日新聞社から発売されている『ぜんぶ手塚治虫!』、樹立社の『手塚治虫SF・小説の玉手箱』などでシナリオ原稿を読むことができる。この舞台劇版は手塚存命中に発表された最後の作品であり、手塚治虫記念館の1階の入り口近くにある作品年表でも最終作として記載されている。

## 登場人物
声は各種メディアでの声優、演は実写版での俳優。

### 主要人物
火の鳥（ひのとり）
声 - 岡真佐子（実写映画版）、竹下景子（映画・愛のコスモゾーン、テレビアニメシリーズ）、池田昌子（映画・鳳凰編、OVAシリーズ）、田中敦子（短編・羽衣編）、水樹奈々（短編・道後温泉編）、土井美加（オーディオドラマ）、小山茉美（ゲームアトム時空の果て）
人智を超えた存在である超生命体。炎をまとった鳥の姿をしている。100年に一度自らを火で焼いて再生（幼体化）することで永遠に生き続ける。他者との会話はテレパシーで行ない、未来を見通す。火の鳥の血を飲めば永遠の命を得ることができるため、多くの人間がその生き血を求める。呼称は鳳凰・火焔鳥・フェニックス・不死鳥などとも呼ばれる。
時空を超えて羽ばたく超生命体として描かれる。その身体は宇宙生命（コスモゾーン）で形成されており、関わった人々の魂をも吸収して体内で同化し生かし続けることも可能。話によっては人間との間に子供をもうけていたりもする。『エジプト編』の設定では元々は天上界にいたが人間界に降りたことになっている。火の鳥は一羽だけではなく、『ギリシャ編』ではチロルと呼ばれる火の鳥の娘が登場する。チロルはややわがままな性格をしており、他の編の火の鳥がチロルかどうかは不明。
手塚治虫はストラヴィンスキーのバレエ「火の鳥」を見て、その中の火の鳥の精を演じるバレリーナの魅力に心を奪われたのが本作品の漫画「火の鳥」を描くきっかけだったとしている。また手塚はソ連の映画「せむしの仔馬」のファンでもあり、この映画にも「火の鳥」は登場する。
猿田（さるた）
声 - 熊倉一雄（映画・愛のコスモゾーン）、堀勝之祐（映画・鳳凰編、OVAシリーズ）、小村哲生（テレビアニメシリーズ、短編・越後温泉編）/ 演 - 若山富三郎
『黎明編』から『未来編』まで多くの物語に関わってくる共通の特徴を持つ人物の総称。作品ごとに猿田彦、猿田博士、我王（鞍馬の天狗）、八儀家正（八百比丘尼の父）など個別の名前が付けられていることが多い。共通して大きな鼻の持ち主と運命づけられているが、性格や何ゆえにそのような大きな鼻を持ったのかの由来が少しずつ異なる。
猿田彦、八儀家正は「元々醜い顔で、さらに鼻が大きくなった」、猿田博士は「元よりそのような顔と鼻」、我王、『生命編』の猿田は「病で醜くなると同時に鼻も大きくなる」、『宇宙編』の猿田は「元より鼻は大きく、さらに醜くなる」、『太陽編』の猿田は「鼻が大きいだけ」など、作品ごとで異なる。鼻が大きい理由も、猿田彦は蜂の群れに刺されたことによるもの、八儀家正は鼻癌であるが、それ以外は原因不明。
それぞれの編の猿田が犯した数々の悪行を清算するために、酷い目に遭う宿命にある。例えば、『鳳凰編』では我王が『未来編』の猿田として生まれ変わり、人類の最期を看取ることが描写されている。基本的には、猿田の人物のほとんどはその醜さから女性との縁が無いことが多いが、一部にはその容姿とは関係無しに純粋に正反対の美女に惚れられた者もおり（例えば、猿田彦はウズメに惚れられた。しかも鼻が大きくなってからである）、その女性は後の猿田の名がつく者に繋がるとされる子孫を身籠っている。
このことも含めて、猿田と名が付く者は先述の女性と縁がない一方で何らかの形で子孫は受け継がれているとみられる（生まれ変わりとする説もある）。ただし『未来編』の猿田博士のみは、その容姿ゆえに女性に縁が無いことが明確に描写され、子孫も残していない。『生命編』の猿田も、鼻が奇形になってから女性に縁のないままで命を絶っているため子孫を残したかは不明。
歴代の猿田は才能を持つ者が多く、科学者や指導者といった立場にいる者もいるが、彼らもまた心に弱さを持ち、悪行を行うこともある。
ムーピー
いかなる厳しい環境にも耐え得る生命力を持つ不定形宇宙生物。変身能力を有し、人型をとり人間の社会に溶け込むことができるが、その能力から人気が高く人に狩られてしまうため、どこかの星でひっそりと暮らしている。『未来編』では一種のテレパシー能力を用いた「ムーピー・ゲーム」が人類を堕落させるとして、保有を禁止されたペットであり、メガロポリス・ヤマトでは1匹残らず処分するよう命令が出されている。「未来編」の主人公山之辺マサトの恋人タマミがそのムーピーだった。寿命は人間より遥かに長く、500年位は生きられる。
『望郷編』では人間とムーピーのハーフが登場する。ハーフたちは視力と耳朶（聴力）が無く、代わりに触角が生え、これで感覚を認識している。
ロビタ
声 - 牛山茂（テレビアニメシリーズ）
初出は『未来編』で猿田博士の助手として登場する。同時代には人間、あるいは自然動物と何ら変わらぬ外見のロボットも存在するが、ロビタは二本指で、足もなく臀部で滑って移動するなど、構造は非常に単純で「旧式ロボット」とされるが、まるで人間のように感情がこもった会話をし、猿田博士にしばしば諫言するなど、ロボットらしくない行動を取る。猿田脱出用のロケット整備をしていたところ、ロックにロケットを貸すよう脅迫され、断ったところ銃で破壊されてしまう。
『復活編』において、その誕生と理由が描写される。25世紀に主人公のレオナとチヒロが、ドク・ウィークデーの手によって結ばれて誕生したロボット。電子頭脳が大きくなりすぎて重心が頭部に偏ってしまったためバランスが悪く、二足歩行を断念し両脚は取り外され、「摩擦よけの車」と表現される臀部のベアリングで滑るように動くこととなった。後に自身がレオナであったという記憶は消えたものの、一方でレオナの精神と人類に関する記憶は受け継いだため、普通のロボットと違い人間臭い感情を持つ。ロビタを発見して引き取った一家はそんなロビタの人間らしさを好み、実質的な家族の一員として扱われるなど幸福な時間を過ごした。稼動限界の後に業者が引き取って、その構造を模して記憶をコピーした物が量産される。その後、技術の発展でより精巧なロボット（ロビタや前身のチヒロと違い、人間に極めて近い構造）が作られても、ロビタはその人間臭い感情によって、「疲労を訴える」「機嫌の良し悪しがある」「（人間並みに）失敗をする」などの点にもかかわらず（あるいはそれゆえに）多くの人間に好まれ数世紀に亘って量産される。その一方でロボットを人間の道具と考える人間にとっては極めて不快な存在でもあった。
31世紀ごろ、ある子供が親や家政婦よりも懐いているロビタに会いに行って放射能農場に迷い込んだために死亡（子供本人は死ぬ間際までロビタに会いたがっていた）。怒り狂った親から「ロビタが殺した」という冤罪を受け、数十年間裁判を繰り返した結果、個体ナンバーを特定できなかったという理由から（執筆当時は現実の21世紀ほど監視カメラが一般的でなかったせいか、「証拠が何ひとつないのです」という発言がなされている）、事件発生時に農場で働いていたロビタ全員が溶解処分される。同胞をそのような形で失った世界中のロビタは集団自決を行い、稼動可能なロビタは全て溶鉱炉に身を投じる。しかし月面にいて集団自決に参加できず、エネルギー回路切断による自決を選んだ最後の一体のロビタは、3344年に猿田博士に救助されて60年にわたって助手を務め、『未来編』へとつながる。
牧村五郎（まきむら ごろう）
声 - 神谷明（OVAシリーズ）、浅沼晋太郎（「エデンの宙」「エデンの花」）
『宇宙編』『望郷編』で登場するアストロノーツ（宇宙飛行士）。生まれた時からアストロノーツとなることを宿命づけられ、外宇宙に地球由来の細菌を持ち込まないために、無菌室で成長する。初恋の女性に裏切られたことがトラウマとなり、女性に手が早くかつ冷酷である。その初恋の女性の幻（ホログラム）に惑わされる形で異星人を虐殺、その罪により火の鳥から、若返っては赤ん坊に戻り、再び成長して大人に戻っては若返るというサイクルを繰り返し、流刑星で永遠に生き続けなければならない罰を受けている。赤ん坊に戻っている間は、「ケース」と呼ばれる自身の姿を模した等身大の人型ロボットに乗り込み操縦をしている。時系列的に見て恐らく罰を受ける前である『望郷編』において、地球に帰郷する途中のロミと出会う。映画「火の鳥（第二部）」のシナリオでは主人公の名前が「牧村壮吾」であるが関連性は不明。
チヒロ
声 - 小林美佐（テレビアニメシリーズ）
精密機械局で作られた量産型の事務ロボット。2545号は『望郷編』にて地球に不法侵入したロミとコムを助け、61298号は『復活編』でチヒロが美少女に見えるようになった主人公レオナと出会い、愛の感情を得る。『望郷編』時のチヒロ2545号の発言によれば、チヒロ型の仲間は13,692,841体、他の型も合わせると世界に1,277,554,539体の仲間がいる。映画『火の鳥（第二部）』のシナリオでは同名の人間が登場しており、レオーナという男性と娘（ヒロイン）をもうけている。二人は「エデン17」という惑星で暮らした。
レオナは彼女を購入しようとしたが、企業秘密を多く抱えているので断られた。

### 黎明編
ナギ
声 - 竹内順子（テレビアニメシリーズ）
本編の主人公。クマソの少年。姉のヒナクを救ったグズリが呼び寄せたヤマタイ国の軍に村を焼かれ、猿田彦を殺害しようとするが、逆に囚われる。その後、奴隷になり擬似親子のような関係を結ぶ。最初は猿田彦に強い憎しみを抱いていたが、やがて憎しみの対象をヒミコにかえ、やがては火の鳥をも射て不老不死になるという野望を持つ。
高天原族にヤマタイ国を攻められ、混乱の中で弓彦が仕留めて隠した火の鳥の体を見つけるが、血が枯れていたため不老不死を得ることができず、直後に現れたニニギたちにより致命傷を負い、死亡する。遺体は戦火により火の鳥の体もろとも燃えてしまった。
漫画少年版では日本神話のイザナギがモデルであるが、COM版ではそれを思わせる要素は無く、イザナギの子でニニギに国を譲ったナガサ神（事勝国勝長狭神）に似ている。
猿田彦（さるたひこ）
声 - 小村哲生
「黎明編」における猿田で、邪馬台国の戦士。ヒミコの命令でクマソに遠征してナギの村を襲い、村人を虐殺したことでナギに恨まれる。その後、囚われたナギを奴隷として引き取り、自身に恨みを任せることによって武芸を鍛えようとするが、ナギがヒミコ暗殺未遂を引き起こしたことで激怒したヒミコに蜂の入った部屋に放り込まれ、鼻が腫れ上がる。その後ナギに助けられクマソに逃亡するが、遠征してきた高天原族に囚われ、ウズメを嫁に取る。
最後は高天原族から離反してヤマタイ国とともに高天原族と戦い、ニニギと一騎討ちを繰り広げるも矢で散々射抜かれて戦死する。
モデルは日本神話のサルタヒコ。
ヒナク
声 - 玉川紗己子（現 玉川砂記子）（テレビアニメシリーズ）
ナギの姉。夫ウラジが火の鳥の捕獲に失敗して死んだ後、自身の病を治したグズリと再婚する。その後村を焼かれたことで一度は恨むが、後に許し再び結ばれる。
その後、5つ子を産むが、火の山の噴火で死に、グズリと共に火口の底に閉じ込められる。更に子供たちを産むが精神を病む。
グズリ
声 - 中谷みち雄（テレビアニメシリーズ）
クマソに流れてきた医者。病にかかっていたヒナクの命を救うが、実際はヤマタイ国のスパイであった。その後、ヒナクと復縁し、子孫を残す。その子供の初代タケルは火の鳥に励まされながら火口の壁を登って脱出し、クマソを再興する。タケルはヤマト編にも危篤状態の長老として登場する。
魏志倭人伝の牛利（都市牛利）がモデルとも考えられる。
ヒミコ
声 - 来宮良子（テレビアニメシリーズ）
ヤマタイ国の女王。昔は美人だったが年老いて醜くなり、火の鳥を熱烈に求める。
占いで国を治めるが、不思議な力を持っている様には描かれておらず、作中でもいい加減な内容である批判されており（クマソの族長、スサノオ、ヒミコの暗殺を手伝った少年などが批判し、初登場シーンでも占いの結果が外れているかの様な描写がされてる）、本人もいい加減な態度をとっている。
やがて乳癌を患い、弓彦が届けた火の鳥を見た瞬間に絶命する。
モデルは魏志倭人伝の卑弥呼と日本神話の天照大神。
スサノオ
声 - 津田英三（テレビアニメシリーズ）
ヒミコの弟。姉を補佐するが、直言と粗暴な行動で怒りを買い、両目を潰されて追放される。
モデルは魏志倭人伝の男弟と日本神話のスサノオ。
ニニギ
声 - （テレビアニメシリーズ）
高天原族の頭目。華麗な馬術と馬で日本原住民を蹂躙する王。
冷酷で苛烈だが、火の鳥を見ても永遠の命には興味がないと言い切った。
モデルは日本神話のニニギ。
弓彦（ゆみひこ）
声 - 寺杣昌紀（テレビアニメシリーズ）
弓の名手で、ニニギによって滅ぼされたヨマ国（魏志倭人伝にこの国名はなく、創作または投馬国の改変か）の兵士。
鉄の矢を使い、作中で唯一火の鳥を討ち取った人物。
ニニギを殺そうとするが、ウズメを人質に囚われ、逆に討たれる。
ウズメ
声 - 中谷ゆみ（テレビアニメシリーズ）
ヨマ国の女性。ニニギに不美人の見世物として奴隷にされていたが、実際には美人であり、陵辱から身を守るため変装していた。
猿田彦に惚れ、彼の子供を宿す。その子供は火の鳥の物語の子孫たちに受け継がれる。
モデルは日本神話のアメノウズメ。
クマソタケル
声 - 屋良有作（OVA）、浪川大輔（テレビアニメシリーズ）/ 演 - 田中健
『黎明編』と『ヤマト編』に登場するクマソの族長（『黎明編』にて邪馬台国に滅ぼされた当時の族長はカマムシ）。
『黎明編』終盤で主人公ナギの姉ヒナクと邪馬台国の医師グズリの跡取り息子として登場。火山噴火で出来たクレーターの中で生まれ育ち、外界への憧れと近交弱勢への懸念から外界への脱出を決意。火の鳥の激励を受けてクレーターの絶壁を登り切り、外界へ旅立ち配偶者を得る。後に妻と協力してクレーターから両親と弟妹を脱出させることに成功し、クマソの復興を成し遂げる。
『ヤマト編』では孫である川上タケルとともに登場。川上と『ヤマト編』の主人公ヤマトオグナ（後のヤマトタケル）に自分たちの歴史を語る。物語終盤で病没する。

### 未来編
山之辺マサト（やまのべ マサト）
声 - 浪川大輔（テレビアニメシリーズ）
『未来編』の主人公。35世紀の都市国家メガロポリス・ヤマトの中央本部職員、2級人類戦士で宇宙飛行士。タマミと出会うまでは教条主義者であったとのこと。猿田と共に人類の最期を見届け、なお30億年の時を経て新たな人類の誕生を待つことを運命づけられる。
「劇団わらび座」によるミュージカル「火の鳥 鳳凰編」では「鳳凰編」に登場する茜丸がその生まれ変わりとする解釈をした。ただし、これは「鳳凰編」中において茜丸が死亡するシーンで「茜丸は二度と人間に転生することはない」と火の鳥が告げていることと明らかに矛盾している。手塚の遺作である1989年の舞台劇「火の鳥」では主人公の名前が「山辺マサト」でほぼ同姓同名である。
タマミ
『未来編』のヒロインで、マサトと同居するムーピー。美女の姿をしており、ムーピーが世界中で殺処分の対象になったことからマサトと共にヤマトを脱走し、猿田博士の基地にたどり着く。。
猿田博士（さるたはかせ）
声 - 小林哲生
『未来編』に登場する猿田。容姿の醜さから人々に忌み嫌われ、1人辺境の研究所にて地球を再び生命に満ち溢れた星にすべく、クローン動物の研究を行っている。
亡命してきたマサトと追ってきたロックを迎え入れるが、その直後に核戦争が勃発し、研究所も汚染に覆われる。自身もロックとともに放射線に蝕まれて死を悟り、最後はマサトに「私の遺体をロケットに乗せて軌道まで打ち上げて欲しい」と頼み、1人になることを恐れるマサトを「そんなことで地球の再生が望めるか」と叱責しながら息を引き取る。
ロック
声 - 池田秀一（映画・愛のコスモゾーン）、桐本琢也（テレビアニメシリーズ）
もともと手塚が得意とするスター・システムにおいて常連のキャラクターであり、『未来編』などに登場。『未来編』ではメガロポリス・ヤマトの中央本部職員、1級人類戦士。エリートで、同期でありながら総合審査によって自分の部下となった「未来編」の主人公マサトに対して敵意を向けるが、政府指導部の構成員として戦争を嫌っている。試験管ベビーとして誕生したので両親はわからず、本人に言わせれば自分を生み出した精子と卵子を選んだ中央コンピュータ「ハレルヤ」こそが親である。
作中ではレングードとの戦争が勃発し水爆を仕掛けられると、戦争も辞さないハレルヤの態度に激怒。「あなたには付き合いきれない」と述べた後、反逆したマサトを始末すべく彼が逃げ込んだ猿田博士の基地に乗り込み、マサトと決闘の末に核戦争の事を告げるが、そこで全てのメガロポリスが爆発し、人類が絶滅するさまを目撃する。その後はマサトと対立しつつも彼らとともに事態収拾を図るが、徐々に研究所まで到達した核汚染に蝕まれ、死を悟る。最後は故郷を見ながら迎えたいと思い、猿田やマサトの静止を振り切ってメガロポリス・ヤマトの跡地に向かい、故郷の最期を見届けて死亡。アニメ版では、白骨化した遺体がマサトに発見された。
人間の愚かさを見事に演じ切ったキャラクターである。「火の鳥2772」では科学センターの長官として登場。1989年の舞台劇『火の鳥』では主人公の兄であり、恋敵の設定。 未制作の映画「火の鳥（第二部）」では地球連邦の移民局の長官として登場予定だったことがシナリオで残されている。プロットのみの『大地編』では主人公の一人として登場する予定だった。
レナ・ウェルテル（LENA WELTELL）
地下の洞窟にあったシェルターで、汚染が無くなるまで5000年間起こさないでくれと冷凍睡眠していた者。原作では名前、容姿、性別、年齢など一切不明だが、アニメ版で名前が設定。
マサトが5300年後に開けた際には、粉々に砕けて死亡していた。原因は不明だが、5300年の間に機械の故障により死亡していた、或いは生命維持機能は正常に稼働していたが、設定通り5000年で止まっており、不具合か何かで蓋が開かないのを稼働していると勘違いし、300年余計に様子を見た事で死亡したとも推測される。
マサトは自分以外の生存者がいた事に希望を持って生きていたが、彼の死を見て「これからは一体何を望みに生きれば良いのだ」と嘆いた。
ハレルヤ
メガロポリス・ヤマトの指導者である巨大コンピュータ。一人称は女性で、ロックが誕生の際には精子と卵子を自動的に選んだため、彼からは「偉大なる母」と呼ばれる。
亡命したマサトの処刑とムーピーであるタマミの殺処分をロックに指示し、彼らが逃げ込んだメガロポリス・レングードに引き渡しを強く要求したため、レングードとの対立と核戦争を招いてしまう。
ダニューバー
メガロポリス・レングードの指導者である巨大コンピュータ。一人称はハレルヤと同じく女性で、「偉大な聖母」と呼ばれる。
亡命してきたマサトとタマミの亡命を受け入れ、引き渡しを要求するハレルヤと対立し、核戦争を招く。

### ヤマト編
ヤマトオグナ / ヤマトタケル
ヤマト国の王子は、父であるソガ大王からクマソ国の酋長川上タケルを殺すことを命じられる。
少数であり、クマソの囚われ捕虜となり、クマソで暮らす。カジカと恋仲となるなどクマソに馴染み切る前に、縁を断つため川上タケルを女装して殺害する。その際、彼から「ヤマトタケル」の名を授かる。
討伐の功績からソガ大王陵墓建設の責任者になるが、罪のない民を殉死の生贄として殺すことへの反感から遊園地に改造したことを激怒され、殉死の生贄として極刑に処される。後にタケルが兄に埴輪を代わりに埋めるよう勧めたことで殉死の風習が廃止されることとなった。
クマソ滞在中に火の鳥に笛の音を聞かせ、気に入られ血を貰う。ギリシャ・ローマ編や黎明編漫画少年版を除けば、作中で火の鳥から血を譲り受けた唯一の人物である。
川上タケル（かわかみ タケル）
クマソ国の王で「黎明編」で当時したクマソタケルの孫。武勇を尊ぶクマソとしては珍しく外交と文化に重きを置くインテリで、九州の諸部族の連合とヤマト政権の自己美化を糾弾する歴史書の制作で侵略してくるであろうヤマト政権に対抗しようとしていた。王妹カジカ（少女ながらも単身でツキノワグマを狩る戦士にして狩人である）に文弱を責められているが、本気を出せば妹の稽古相手7人を同時に相手にして完勝する武術の達人でもある。熊襲討伐指令を受けてヤマトからやってきたオグナにもその人格と器量の大きさを感服される。
終盤で病没した初代タケルの葬儀の際に最後まで墓前に残っていたところを女装したオグナに刺され致命傷を負う。死に際、「祖国を裏切ってクマソにつくことのないようにするためにもあなたを殺すしかなかった」と謝罪するオグナを褒め称えたのち自身の「タケル」の名を送り、「ヤマトタケル」と名乗ることを勧めて息を引き取る。
彼の記していたクマソ史は暗殺の時点でほぼ完成（全25巻のうち最終巻が書き掛け）しており、｢鳳凰編｣にも登場している。
カジカ
川上タケルの妹であり、女だてらに軍事訓練を行うなど男勝りな性格。
オグナは最初は嫌っていたが、徐々に惹かれる。だが兄の死を知るや復讐を誓い「十年経って帰らなかったら、兄さんの歴史に『ヤマトと戦って死んだ』と書き加えてね」と言い残してオグナを追う。その後、王墓建設の責任者となったオグナを殺すべく男装して工事現場に入り込み一対一で対峙するも、殺すことはできなかった。
オグナの兄達
熊襲征伐にオグナを向かわせるなど粗雑に扱っていが、極刑の際はオグナをソガ大王に謝罪させ命乞いさせようとした。最終的にオグナの強情さに愛想を尽かし殉死第一号に決定するが、殉死の代替えとして埴輪を使えという彼の遺言は受け入れている。

### 宇宙編
猿田（さるた）
「宇宙編」における猿田。隊員の一人。彼が来世まで呪われる運命となった元凶でもある。
一宮 ナナ（いちのみや ナナ）
隊員の中で唯一の女性。美しい容姿の為、奇崎や猿田からも惹かれる。
牧村を愛しており、罪の為に延々と生きる牧村を育てるためにメタモルフォーゼにより流刑地に生息していた乳を出す植物に変貌した。
奇崎（きさき）
ナナを愛しており、ナナが恋慕する牧村を憎んでいた。冷凍睡眠中に牧村を殺害しようとしたり、牧村と喧嘩をしたため、牧村の死体を発見した際に隊員全員から殺害を疑われた。
他の隊員とは違う航路となり生死は不明。
城之内（じょうのうち）
リーダーシップを取り隊員をまとめていた。
彗星の軌道に巻き込まれ、他の隊員の航路と離脱する。生死は不明。
ラダ
鳥に似た姿をもつフレミル星人の女性。荒んでいた牧村五郎を慰めるため、献身的に世話をした。
牧村五郎と結婚する。だが、恋人の幻影に惑わされて錯乱した牧村によって撃ち殺され、鳥のように食べられてしまう。

### 鳳凰編
我王（がおう）
「鳳凰編」における猿田で、同編の主人公の一人。
誕生直後に事故で右目と左腕を失ったために差別と偏見に晒されながら育ち、やがて怒りを爆発させて盗賊となり、殺戮と強奪を繰り返しながら育ち、旅先で出会った茜丸の利き腕をも傷つけて仏師としての生命の危機に追い込む。その後速魚と出会って愛を知るが、彼女を信じ切れず些細な誤解からその手にかける。しかし彼女の正体を知った時、激しい後悔に襲われることとなる。彷徨い続ける中で良弁僧正と出会い、飢えに苦しむ農民のために木像を掘って感謝されたことをきっかけに仏師としての才能を開花させていく。
国を挙げて建立されていた東大寺の鬼瓦製作という大勝負の場で茜丸と再会。鬼瓦製作の競い合いをしてこれを制するが、妬んだ茜丸に過去の罪を暴露されたことにより残った右腕も斬られ、京都から追放されることになる。その後立ち寄った鞍馬山で自然の美しさを見て涙し、そこで余生を過ごすことを決意する。
作中ではその後の生死は不明だとされたが、後に『乱世編』にて鞍馬天狗として登場。
茜丸（あかねまる）
仏師として旅をするうちに我王に腕を斬られ、利き手の右手が不自由になるが、立ち直り、左腕を磨く。
その後、京都に呼ばれ大仏製作のプロデューサーとなるが、かつての情熱を失っていく。その後、我王と鬼瓦製作の競い合いをするが、敗北しそうになると、嫉妬から我王のかつての罪を暴露し、腕を斬るよう願い出て、勝利する。
その後、正倉院で発生した火事で焼死し、生まれ変わっても二度と人間にはなれないと火の鳥に告げられる。
良弁僧正
我王に仏像製作を教えた僧侶。即身仏となる。
橘諸兄
茜丸を京都に呼んで最初は茜丸を殺害しようとしたが、後にパトロンとなる。
茜丸の死後、帝が退位したため失脚した。
吉備真備
遣唐使上がりのインテリであり、橘諸兄と対立している。良弁僧正が即身仏となったため失脚した。
ブチ
茜丸に懐いた少女。茜丸の死後、その遺骨を引き取った。

### 復活編
レオナ
エアカーから墜落した影響で、犬や花、人が無機物に見え、ロボットが生き物に見えるようになるという障害を患う。
ロボットであるチヒロを人間の女性と認識し愛するようになる。

### 乱世編
弁太（べんた）
奥州の木こり。大男で力持ち。攫われた恋人のおぶう取り返すため京都に行き、義経の部下となり、「飯森弁太山妹（いいもり べんた やまいも）」と名乗るようになる。
追討令によって都を追われた義経に同行し、奥州へ逃げ延びるが、そこでも追い詰められた末に持仏堂に籠らざるをえなくなり、そこで義経の身勝手な言い分に激怒し、義経を殺害した後（角川版では義経を殴り飛ばしたのみで殺害はしてない）、ヒノエと共に持仏堂から逃げ出す。その後の生死は不明で、途中で力尽きヒノエと共に死亡したとも、無事逃げおおせて海を渡り北の地に逃げ延びたとも語り継がれている。
おぶう
弁太の幼馴染にして婚約者。非常に美人である。
その後役人に攫われ、平家の女に救われる。その後、清盛の侍女として献上される。平家と運命を共にすることになり壇ノ浦で義経に殺害される。
ヒノエ
弁太が義経と共に平泉に逃亡した際に祭りで知り合った農民の娘。盗み癖があり男と寝ると金品を盗んでしまう。弁太と許嫁となる。
明雲（みょううん）
京の高僧。武士と争いになった弁太を救い、彼をモデルに弁慶を創作する。『鳥獣戯画』を描くが世に名を出したくないと覚猷に作者を譲り、俊寛からは鹿ケ谷でのクーデター計画を打ち明けられるがまだ時でないと反対。晩年の清盛には輪廻転生を説く。
火焔鳥（火の鳥）の在処を探す義仲に、そのようなものは実在しないと答え、激怒した彼に殺害される。
平清盛（たいら の きよもり）
女色を好んで美女を漁り、権力を笠にする暴君と見られていたが、実は世間の荒波と家中の乱暴狼藉の板ばさみに苦悩する老家長として描かれている。
永遠の命を得ようと宋から火焔鳥を輸入する。実はそれはただの孔雀だったが、それに気がつかぬまま病死する。
朝日・講談社版では、死後に記憶を失った状態であの世で義経と再会。そこに現れた火の鳥に精一杯生きるように諭され、猿の赤兵衛に転生する。
源義経（みなもと の よしつね）
源氏の御曹司。通俗的な悲劇の英雄ではなく、冷酷非道な野心家として描かれている。戦においても手段を選ばず、民家への放火、非戦闘員の殺傷なども平然と行う。
元々鞍馬山の鞍馬天狗の元で修行をしており、弁太を家来にする。
追討令によって都を追われ、奥州へ逃げ延びるが、そこでも追い詰められた末持仏堂に籠り、弁太に「ここで自害すれば、義経の名は永遠に讃えられる」と彼やヒノエを道連れにしようと身勝手な言い分をしたため、それまでの行いも加わり激怒した弁太によって丸太で顔面を潰され死亡する。
角川版では、顔を潰されこそしなかったものの、殴り飛ばされた勢いで家の外に弾き出され、立ち上がろうとしたところに敵軍の矢を受けて討ち死にする。
朝日・講談社版では、死後に記憶を失った状態であの世で清盛と再会。そこに現れた火の鳥に精一杯生きるように諭され、犬の白兵衛に転生する。
ヒョウタンカブリ
いつも頭に瓢箪をかぶっている戦災孤児の少年。義経らと共に鞍馬天狗の元で暮らし、弁太とも知り合う。
長じて盗賊となり、一ノ谷に出陣した義経が民家に放火して明かりにしようとしたのを止めるが、そのために殺される。
源頼朝（みなもと の よりとも）
カリスマとリーダーシップで関東武士をまとめるが、弟の義経の横暴に手を焼く。その後、義経が清盛の火焔鳥を得たのではないかと疑心暗鬼になり、追討令を出す。
木曽義仲（きそ よしなか）
信濃の豪族。平家討伐に参戦し、京を制圧するが、乱暴狼藉で京の治安を悪化させる。清盛の手にしていた火焔鳥を愛妾の巴に飲ませようとする。
赤兵衛（あかべえ）
赤毛の猿。ボス猿争いに敗れたところ鞍馬天狗に拾われ、犬の白兵衛と仲良くなり、協力でボスに返り咲く。しかし猿たちと犬たちの縄張り争いで対立を余儀なくされた末に完全に決裂し、白兵衛との一騎打ちの末に死亡してしまう。その後、大天狗により埋葬される。
雑誌掲載版では平清盛の転生前の前世として中盤で描かれ、朝日・講談社版では清盛の転生後の来世として終盤で描かれる。角川版では清盛との関係には触れられず、冒頭で描かれた。
白兵衛（しろべえ）
白い毛の犬。鞍馬天狗に飼われており、赤兵衛と仲良くなり、彼のボス猿の復帰に協力する。その後、猿たちとの間で起きた縄張り争いにより対立し、獣の本性を剥き出しにした取っ組み合いの末に赤兵衛共々死亡する。死後は大天狗により赤兵衛と共に埋葬される。
雑誌掲載版では源義経の転生前の前世として中盤で描かれ、朝日・講談社版では義経の転生後の来世として終盤で描かれる。角川版では義経との関係には触れられず、冒頭で描かれた。雑誌掲載版と角川版では、義経はこの赤兵衛と白兵衛の話を聞いて「赤は平家、白は源氏」と連想、平家討伐を決心する。
鞍馬天狗（くらまてんぐ）
『乱世編』での猿田。長い白髪に両腕のない大柄の老人で、かなりの高齢。赤兵衛、白兵衛を引き取り最期まで見届けたほか、牛若やヒョウタンカブリなど、身寄りのない子どもたちを集めて面倒を見ている。弁太や牛若に赤兵衛と白兵衛の話を聞かせ、平家討伐を暗に促す。
物語中盤で死期が近いことを悟ると、弁太たちに自分の過去を語り、ずっと変わってこなかった山の美しい夕日を見て「お前たちもあの太陽のように生きろ」と語って息を引き取る。
正体は不明とされたが、実は『鳳凰編』の我王と同一人物。同編からの年代を考えると400歳を超えていると見られるが、その理由は不明。

### 異形編
八百比丘尼（はっぴゃくびくに）/八儀左近介（やぎ さこんのすけ）
声 - 久保田民絵（テレビアニメシリーズ）
山の奥にある山の庵「蓬萊寺」に住み、様々な病人やけが人を不思議な力で治癒する尼僧。
その正体は戦国時代の女性・八儀左近介で、成り上がりの領主である父・八儀家正から虐待めいたやり方で「跡継ぎの男子」として育てられる。女性としての生き方を許されず、母を敵国の人質に送られたばかりでなく恋仲にあった家老の息子までも戦に送り込まれて死に追いやられたことで父を憎むようになる。同時に男として殺伐とした生き方を強いられてきたことで父のように醜い人間に成り下がることを恐れた左近介は自由を手にするために父をこの手で殺すことを誓う。しかし、恐れから隙を見いだせない中、家正が致死性の鼻の病に罹患したと知り、その治療を行わせないため、万病を癒すと評判の（先代の）八百比丘尼を始末すべく蓬萊寺に向かい、己の運命を受け入れて笑う比丘尼を斬殺する。その折、蓬萊寺を包んだ暴風雨（時空の乱れ）で道が閉ざされ、比丘尼の蓬萊寺に閉じ込められる。
やがて、比丘尼の治療を請う村人らが何も知らずに訪れ始め、左近介はやむなく比丘尼になりすまして、火の鳥の羽で人々を癒して日々を送る。やがて夢に現れた火の鳥や比丘尼の言葉から、己が比丘尼を殺めた罪で過去の世界に流されたこと、自分は比丘尼になりすますことで先代の八百比丘尼に成り代わったこと、そしていずれ来訪する「左近介」に殺される定めを永遠に繰り返すのだということ、そして自分が八百比丘尼を殺した日に戻ったとき、もし（来訪者の傷を癒すことで）罪を償いきれていたら蓬萊寺から脱出できると知る。最初は取り乱して嘆くが、やがてこの理不尽な罪と罰を受け入れ、人のみならず異形の妖怪までもを癒す寛大さを持つようになり、最後は可平のみ寺から逃がすと、名実ともに八百比丘尼として己の死をも笑って受け入れる。
なお物語冒頭に左近介に殺される先代の八百比丘尼が左近介を挑発し嘲笑っているのに対し、物語終盤に殺される八百比丘尼（左近介）は運命を受け入れ淡々とした態度をとっている。逆に物語冒頭の左近介と物語最後に八百比丘尼を殺しに来た左近介は、八百比丘尼の態度の違いにより台詞が若干変わっており、運命が少しずつ変わっている事が示唆されている。
『太陽編』でも名前が登場。霊界の戦いで傷ついた神々の手当てを行っているのは、負った罪を清算する方法であると語られている。
可平（かへい）
左近介の従者。八百比丘尼殺しには反対しつつも共に寺に向かい、比丘尼殺害後に寺に閉じ込められる。最初は訪れる妖怪たちに対して怯えていたが、やがて左近介とともに治癒に協力するようになり、寺を訪れる妖怪たちの姿を絵として残す。
時間軸が現在に戻ると、比丘尼となった左近介から、寺から一人脱出するよう伝えられる。左近介を置いて逃げることを躊躇するも、彼女に説得されて脱出する。その後、狩野永徳の弟子となり、彼に妖怪たちの絵を渡し「妖怪百鬼夜行」のもととなる。
八儀家正（やぎ いえまさ）
『異形編』における猿田で、左近介の父。女である左近介を男として扱い、徹底的なスパルタ教育をしていた。やがて左近介の恋人を戦場に駆り出し見殺しにしたことで、彼女から殺意を抱かれる。
後に鼻が肥大する奇病に感染し、八百比丘尼に治癒を依頼する。それにより、八百比丘尼は左近介に殺害されることになるが、家正のその後の生死は描かれていない。

## 各編のあらすじ

### 執筆された作品
上述してある通り、火の鳥という作品は読む順番を入れ替えることも可能であり、多くの出版社から単行本が発売されているが収録順は出版社によってさまざまである。現在までに手塚治虫が描いたとおりの順番で収録された単行本は一冊も無い。下記では手塚治虫が描いた順番で紹介する。
黎明編（漫画少年版）
- 初出：『漫画少年』（1954年7月号 - 1955年5月号）未完

主人公のナギの父親は重病に罹患していた。もし上空にある「血の星」という星が沈むまでに父の病が完治しなければ、村のしきたりにより父親は村人たちに食べられてしまう。悩みぬいたナギが長老に相談すると、父親の病気を治すには「火の鳥」という鳥の生き血が必要と教えられる。ナギは火の鳥を訪問し、運良く生き血を貰う。しかし、ナギが村に帰るころには「血の星」はすでに沈み、父親は村人に食べられてしまっていた。行き場を失った火の鳥の生き血は仕方がないのでナギと妹のナミが飲むことになった。やがて村はさらに豊かな土地へと引越しするために船を出すが、嵐のためナギとナミは難破し知らない島国に流れ着く。その知らない土地は原住民が住んでおり、火の鳥の生き血を飲んでいて死なない体の二人は彼らに神様と崇められる。主人公のイザ・ナギと妹のイザ・ナミは原住民から天照大御神（あまてらすおおみかみ）の名前を貰う。その後、二人は原住民の長である卑弥呼に出会うが、卑弥呼が岩戸の中に入るところで連載が中断され、その後に掲載誌自体が廃刊となったため未完に終わった。
エジプト編
- 初出：『少女クラブ』（1956年5月号 - 10月号）

紀元前1000年ごろ。主人公のエジプトの王子クラブは、父親の命令により、飲めば3000年の命が貰えるという火の鳥の血を求めて旅に立つ。しかし、その間に王家を乗っ取ろうと考えていた王女（クラブの継母）は王と王子を殺そうと計画する。旅に出たクラブは、もう一人の主人公である奴隷のダイアと出会う。ダイアの国はクラブのいるエジプト軍に滅ぼされ奴隷として育てられていた。やがてクラブとダイアは恋に落ち火の鳥を探す旅を続ける。そして二人は火の鳥の卵を洪水から救い、代わりに火の鳥の生き血を貰う。しかしクラブは王女の部下に殺され、ショックを受けたダイアも後を追って自殺する。
ギリシャ編
- 初出：『少女クラブ』（1956年11月号 - 1957年7月号）

エジプト編の続き。
殺されたクラブとダイアの死体は300年経ちナイル川に流され、ギリシャの海を彷徨っていた。そしてダイアの死体はトロヤ軍の船に引き上げられ、クラブの死体はスパルタの海岸に打ち上げられた。火の鳥の血を飲んでいた二人はそこでそれぞれ目覚める。クラブとダイアはスパルタの宮殿で偶然出会うが、二人は記憶をなくしていた。しかし、二人の心はなぜか惹かれ合い「きっと前世では兄妹だったのだろう」と決め兄妹として愛するようになった。やがて二人はトロヤとスパルタという敵同士の国に運命を引き裂かれ、トロイア戦争に巻き込まれる。そして悲劇が起き、トロイの木馬によってダイアは潰され死亡する。クラブは悲しみのあまりダイアの死体を抱え海に飛び込み死亡する。
ローマ編
- 初出：『少女クラブ』（1957年8月号 - 12月号）

ギリシャ編の続き。
海に飛び込み溺死したクラブとダイアはユリシーズによって死体を回収され長い間ギリシャの宝物庫に保管されていた。しかし、300年経ちローマのシーザーがギリシャを制圧すると、シーザーの部下・アンドロクレスによって2人の死体は引き取られた。ローマへと渡った死体は火の鳥の生き血のおかげで生き返り、アンドロクレスに兄妹として育てられた。2人の暮らしは平和そのものであったが、そんな暮らしも長く続かず、ダイアはローマの暴君ネボケタスによって無理矢理妻にされそうになる。2人は抵抗するが、代わりに死刑を宣告され、闘技場に追い込まれてライオンの餌食となりかける。
黎明編（COM版）
- 初出：『COM』（1967年1月号 - 11月号）

3世紀の倭（日本）、ところは熊襲。主人公のナギの姉ヒナクは破傷風にかかり、生死の境をさまよう。ヒナクの夫であるウラジは妻を助けるため火の鳥の生き血を求めて火の山に入るが、火の鳥の炎に包まれ死んでしまう。そんな折、村の海岸に漂着した異国の医師グズリが現れ、アオカビからペニシリンを作ってヒナクを救う。やがてグズリとヒナクは恋に落ちる。ところが婚礼の夜、グズリの手引によって、多数の軍船から猿田彦率いる防人の軍団が上陸。グズリはヤマタイ国のスパイであった。村人は虐殺され、ひとり生き残ったナギは猿田彦を襲撃するも捕えられる。猿田彦はナギの勇気を称え奴隷としてヤマタイ国に連れ帰り、狩り部（猟師）に鍛え上げる。ヤマタイ国がクマソを侵略した裏には、老いた卑弥呼が火の鳥の血を欲していたという事情があった。のちにヤマタイ国も、ニニギ率いる高天原族に滅ぼされ、ナギも猿田彦も戦死する。
本作品は未完に終わった「漫画少年」版の黎明編を基に大幅に内容を変え連載したもの。卑弥呼＝アマテラス説、狗奴国＝熊襲説を採り、ニニギに征服されることから邪馬台国九州説を採用していると考えられる。大和朝廷の成立については、定説ではなく本作品執筆時に話題になった江上波夫の騎馬民族征服王朝説を採用し、日本神話では馬とは無縁のニニギが騎馬民族の王とされ、アマテラスの弟スサノオが姉の御殿に馬を投げ込んだ神話は牛に改変されている（後者は意図的なものか否かは不明である。なお魏志倭人伝には倭の地には牛もいないと書かれている）。卑弥呼に百余人が殉死（ヤマト編で主要なテーマとなる）したこと、13歳の台与が後を継いだことは描かれない。その後何度か描き直されており、後年の版では主人公たちを襲う様々なスタイルの狼の中に、「ファミコン型」や「赤塚不二夫型」なども登場する。また日食の場面では太陽の欠け方が間違っており、手塚本人によって単行本では正しい日食の欠け方へと修正されている。現在では、黎明編といえば普通は漫画少年版ではなくてCOM版のことをさす。
実写映画版ではニニギの名前がジンギと改められている。理由は不明であるがニニギでは邪馬台国畿内説が成立しないので畿内に東征したとされる神武天皇の「ジン」と混ぜた人名を作って邪馬台国の場所を曖昧にし、モンゴル帝国のジンギスカンに似せた可能性が高い。なお神武天皇も神話では馬との関わりは皆無である。
テレビアニメ版では幼少期の猿田彦のシーンが追加され、卑弥呼に忠誠を誓った経緯が分かるようになっている。
未来編
- 初出：『COM』（1967年12月号 - 1968年9月号）

西暦3404年。時間軸で考えた場合の火の鳥の結末にあたる作品。人類は25世紀を頂点として衰退期に入り、文明も芸術も進歩が少しずつ停止、人々は昔の生活や服装にばかり憧れを抱くようになり、すでに30世紀には文明は21世紀ごろのレベルまで逆戻りしていた。地球人類は滅亡の淵にあり、他惑星に建設した植民地を放棄し、地上は人間はおろか生物がほとんど住めない世界となっていた。人類は世界の5箇所に作った地下都市“永遠の都”ことメガロポリス「レングード」（旧ソ連）「ピンキング」（中国）「ユーオーク」（アメリカ）「ルマルエーズ」（フランス）「ヤマト」（日本）に移り住み、超巨大コンピュータに自らの支配を委ねていた。しかし、そのコンピュータも完璧な存在ではなく、コンピュータ同士で争いが起き、全体主義体制を採る「ヤマト」と自由主義体制の「レングード」の対立から核戦争が勃発した。その結果、対立関係とは無縁だった残りの3都市までもがなぜか超水爆で爆発し、地球上に5つあった全ての地下都市が消滅。人類が滅亡してしまう。生き残ったのはシェルターに居た主人公の山之辺マサト、そして猿田、ロック、タマミのみであった。その後、山之辺マサトの意識は体外離脱し、火の鳥により、宇宙の構造と、人類の滅亡が生命の歴史のリセットを目的として実行されたことを告げられ、生命を復活させ正しい道に導くために永遠の命を授かる。他の者が次々と放射能の作用や寿命が尽きて死んでいく中で、山之辺マサトだけは永久に死ねない体のまま苦しみ、悶えながら生き続ける。途方も無い時間をたった一人で過ごす中で、マサトは地球の生命の復活を追究し続け、やがて一つの答えにたどり着く。
ジョージ・オーウェルの名作『1984年』をベースとしている。国民を管理する超巨大コンピュータはビッグ・ブラザーを彷彿させる。
本作品は結末が黎明編へ繋がるような展開となっており、読む順番を最初にしても、最後にしても問題が無いような作りになっている。また雑誌版では第一話の最後でマサトとムーピーが火の鳥に会うというシーンがあったが、単行本ではカットされている。
なお、NHKアニメ版では本作品が最終エピソードとされたが、尺の都合および倫理的理由のため内容が大幅に削除・変更されている。
ヤマト編
- 初出：『COM』（1968年9月号 - 1969年2月号）

4世紀ごろの倭（日本）。古墳時代。主人公のヤマト国の王子ヤマトオグナは、父であるソガ大王からクマソ国の酋長川上タケルを殺すことを命じられる。その理由は川上タケルが真実を書いた歴史書を作ろうとしているからであった。大王は、自分たちは神の末裔であるとする嘘の歴史書を作ろうとしていたため、川上タケルがやろうとしていたことは不都合であった。オグナは川上タケルの妹であるカジカと出会い恋に落ちるが、迷いながらも父の言いつけ通りに川上タケルを殺す。タケルは死に際に「わしの名前をやろう。これからはヤマトタケルと名乗るがいい」と名前を譲る。愛したカジカに、仇として命を狙われることとなったタケル。二人の愛はやがて悲劇へと向かって行く。
本作品は『古事記』・『日本書紀』の日本武尊伝説の一部と、倭彦命の墓に埋められた殉死者のうめき声が数日にわたって聞こえ、これを哀れんだ垂仁天皇が殉死の風習をやめさせ、野見宿禰に埴輪を作らせたと日本書紀にあるエピソードを下敷きにしている。舞台を石舞台古墳（ソガ大王こと蘇我馬子の墓）に置き換え、殉死者が死ななかったのは火の鳥の血の効果であるとし、期間も1年にわたってのこととした。言うまでもなく馬子は遥か後代の大臣で大王ではなく、墓に殉死者が埋められているということも無い。オグナは日本神話のヤマトタケル（「倭男具那命」-「やまとをぐな」は別名）と上記の野見宿禰がモデルで、川上タケルは川上梟帥がモデル。本作品に登場するクマソの国の長老は黎明編の最後で崖を登り切った青年であり、彼の子孫が繁栄しクマソ国へと発展している。ヤマトタケルも神話では馬との関わりは希薄であるが、黎明編に続いて馬に乗って活躍した姿に変えられている。オグナと兄の間で苦悩するカジカはサホヒメをモデルにしたとも考えられる。
雑誌掲載版と単行本版では、手塚により細かな修正が行われている。ヤマト編は時事ネタが多かったため、単行本ではセリフの手直しが多い。作中で川上タケルは、"長島"なる部下に「王」と呼ばれている。これは初出時には川上タケル＝川上哲治として、クマソを巨人軍に見立て、その部下の長島＝長嶋茂雄という洒落であったが、川上が監督を引退したので、川上タケルを王貞治に見立てる内容に改稿したためである。雑誌版では川上タケルがオグナを出迎えた場面で、手塚の学生時代の体験談である「日本とアメリカが都合のいいように相手国を中傷していた」という2ページに渡った内容があったが、単行本時に省かれている。
OVA版はほぼ原作に準じているが、原作の時代設定を無視したギャグや歴史書に関するくだりは削除されている。
宇宙編
- 初出：『COM』（1969年3月号 - 7月号）

2577年。主人公たち5人は、ベテルギウス第3惑星から地球へ向かうために宇宙船で人工冬眠を行いながら宇宙を航海していた。しかし宇宙船は操縦者である牧村五郎の自殺によって事故に遭う。その事故により船は大破、乗員はすぐに宇宙船から離れないと危険な状態であった。乗員は人工冬眠から目覚め宇宙救命艇で脱出する。救命艇は一人乗りの小さな緊急用の物で、4人はバラバラに宇宙に投げ出されるような形になった。救命艇にはそれぞれ無線通信機が付いており、彼らは宇宙に漂いながら会話を始める。その内容は過去に起きた牧村五郎に関するものであった。やがて彼らの乗る4つの救命艇に謎の救命艇が近づいていく。果たしてその救命艇には誰が乗っているのか。
当時日本でも翻訳・紹介され評判となっていたレイ・ブラッドベリの『万華鏡』を粉本としている。特に、脱出船に乗った組員が無線で会話する場面において全シリーズ中でも特に極めて実験的なコマ割りを試みていることで有名である。本作品では、火の鳥が我欲のために罪を犯した猿田を直接処罰する明確な描写がある、数少ない作品となっている。
本作品のアニメ化は地上波ではなくOVAで発表された。そのためかなり制約が緩やかであり原作以上にグロテスクな表現が加えられることとなった。原作における特異なコマ割りも意識した演出となっている。牧村とナナと奇崎が出会うシーンが追加され、隊長の死亡理由の変更、牧村がラダを殺す動機の変更、牧村が不老不死になる過程の変更など、全体的にストーリーは変えないまでも細かな演出がより現実的になっている。また、オリジナルのラストシーンが追加されている。
鳳凰編
- 初出：『COM』（1969年8月号 - 1970年9月号）

奈良時代。主人公の一人、我王は誕生直後に片目と片腕を失ったために差別と偏見に晒されながら育ち、強い怒りを胸の内に秘め殺戮と強奪を繰り返しながら生活していた。もう一人の主人公である仏師の茜丸は、旅先で我王に利き腕を傷つけられ仏師としての生命の危機に追い込まれる。その後、我王は速魚という女性と出会って愛を知るが、彼女を信じ切れず些細な誤解からその手にかける。しかし彼女の正体を知った時、激しい後悔に襲われることとなる。後悔と苦悩の中、彷徨い続ける我王は良弁僧正と出会い、怒りを糧としながら仏師としての才能を開花させる。
一方、茜丸もまた負傷して以来、彼を慕う少女ブチとの出会い、仏師としての栄達などを経て少しずつその心と運命が変化していく。そして、それぞれに変わった二人は、国を挙げて建立されていた東大寺の鬼瓦製作という大勝負の場で再会する。
本作品は、生まれながらに苦しみ続けるがその中で次第に悟りを得ていく我王と権力の庇護を得て慢心し堕落していく茜丸の対比、東大寺大仏建立の真相、輪廻転生といった深い題材を取り上げている。火の鳥は茜丸が鳳凰の像の制作を命じられることで物語に関わってくる。しかし、史実では橘諸兄によって重用されている吉備真備が政敵として対立する、良弁僧正が即身仏となるなど、史実と改変された点も多々見られる（良弁については作中でギャグ的にではあるが、朝廷がその死を隠すように指示しているというフォローがなされた）。一方で作中で我王と茜丸が作った鬼瓦は、同じ意匠のものが東大寺に実在する。
雑誌掲載版では、我王が泥を壁に投げてヒョウタンツギの絵を作るというお遊びのシーンがあったが、ストーリーに無関係なため、単行本では手塚本人により省略されている。
劇場アニメ化された時は60分という尺の短さから大幅に内容を短縮され、我王は速魚を殺した後は最後の対決までほとんど登場しない。また原作では比重の大きかった良弁僧正が一切登場せず、二人の心理変化もあまり描かれず、主人公の一人がもう一人の主人公の墓を彫る（弔う）というラストシーンもカットされている。
復活編
- 初出：『COM』（1970年10月号 - 1971年9月号）

2482年。主人公の少年レオナはエアカーから墜落した。レオナは最新科学の治療で生き返るが、人工細胞で脳を補うという方法だったため認識障害を起こす。具体的には、有機物（生命体）が無機物（人工物）に見え、無機物（人工物）が有機物（生命体）に見えるようになるというもので、レオナには人間が奇妙な無機物の塊にしか見えなくなってしまったのだ。そんなある日、レオナは街で美しい少女を見かける。彼にとって唯一普通の人間に見えるその少女に心ひかれ追いかけるが、彼女の正体は人間とは似ても似つかぬ旧式ロボットであった。やがて過去の記憶を辿るうちに、墜落死の原因がかつてアメリカにおいてレオナがフェニックス（火の鳥）の血を入手したという過去がからんでいることも判明した。だが、認識障害が改善されても、ロボットのチヒロを人間の女性と認識し愛することに変わりは無く、ついにレオナはチヒロと駆け落ちしてしまう。そして再び瀕死の重傷を負ったレオナは、ある決断をする。
一方西暦3030年、旧式ながら通常のロボットとは異なる奇妙な人間味を持つロボット・ロビタが、溶鉱炉へ飛び込んで「集団自殺」するという異常事態が発生した。それはなぜなのか、そして月面の貨物施設で酷使される最後のロビタの運命は。二つの物語は、やがて意外な形で収束する。
本作品では「未来編」に登場するロビタの誕生が描かれ、ラストシーンにおいて繋がるようになっている。また雑誌掲載版と単行本版では2484年から3009年、さらに3030年へと行き戻りする物語の順番が手塚により一部修正されている。
NHKのテレビアニメ版では大幅に内容を変更し、主人公の設定を変え、新キャラや新ヒロインを登場させ、さらにロビタが登場するパートを全カットして、ほぼ別物語に仕立てている。
羽衣編
- 初出：『COM』（1971年10月号）

10世紀、三保の松原。主人公の漁師のズクは家の前にある松の木に、薄い衣が引っかかっているのを見つける。すぐさまそれを手に入れ売ろうとするが、衣の持ち主である女性・おときが現れ、ズクは彼女を天女だと思い込む。ズクは衣を返すことを引き換えに、3年間だけ妻として一緒に暮らすことを約束させる。
本作品は天の羽衣の伝説が元になっており、舞台で演じられる芝居を客席から見たような視点で描かれている。また羽衣伝説を基に描いているが、おときの正体は天女ではなく未来人であり、羽衣の正体は未来の技術で作られた謎の物体である。最後はひとり残されたズクが、この物体を数千年後の未来へと託すために地面に埋めるところで終わっている。短い作品であるが、「放射能の影響で奇形で生まれた赤ちゃんを嘆いて殺そうとする」という表現についての問題や作者の意向があり、1980年まで描き直されるまで単行本化されなかった。本来は「望郷編（COM版）」と関連する話であるが、1980年に単行本化される際、全ての文章を手塚が書き直し独立した話になっている。そのため、本来ならば最後に埋めた物体の正体がCOM版「望郷編」で語られたはずが、そのままになっている。
望郷編（COM版）
- 初出：『COM』（1971年12月号）・『COMコミックス』（1972年1月号）

城之内博士は人類の歴史をやり直すため、人間も植物も動物も全てクローンで賄われた「第二の地球」を創りだした。城之内博士の娘「時子」は、戦争から逃れるために4次元航空装置で「羽衣編（COM）」の時代へ逃げていた。時子の正体は実は羽衣編の「おとき」であり、本作品は彼女が未来へと戻ってくるところから始まる。時子には放射能のせいで奇形で誕生した赤ちゃんがいた。しかし、時子に恋心を抱いていたジョシュアという男は城之内博士を殺し、4次元航空装置を奪い、奇形の赤ちゃんを池に投げ捨て、時子を連れ本当の地球へと旅立つ。赤ちゃんは生きており、クローン動物から「コム」と呼ばれるようになる。
本作品はCOMの休刊によって、未完のまま中断される。放射能障害を描いたCOM版「羽衣編」を前提としているため、「羽衣編」改稿に伴い、構想を新たに関連のない物語として『マンガ少年』版「望郷編」が描かれ、この版は未完のままで長く単行本に収録されることがなかった。復刻版でも絵と会話の内容が一部変えられている。放射能という単語が削除され、生まれた赤ちゃんであるコムの角は一角獣のようであったが復刻版ではメロンのような触覚に替えられた。また前後を大幅にカットした短縮版が『マンガ少年』に掲載されたこともあるが、そちらの短縮版はまだ一度も単行本化・書籍収録されたことはない。
乱世編（COM版）
- 初出：『COM』（1973年8月号）

平安時代末期。主人公である猟師の「まきじ」は実の妹である「おぶう」と体も心も愛しあう関係であった。ある日、まきじは山で死にかけていた一匹の猿を救った。それはまきじが普段「赤坊主」と呼んでいたボス猿であった。どうやら赤坊主はハンニャとよばれる猿と争って負けボスの座を奪われたようである。まきじは瀕死の赤坊主を手当する。まきじは体の治った赤坊主と一緒に京都へ仕事に行くと、赤坊主をめぐり路上で役人と衝突。危ういところを名僧である明雲に助けられる。明雲の忠告もあり、まきじは赤坊主を山へ返そうとする。
本作品は後の「乱世編」の元となる話であるが、『COM』が再び休刊したことにともない連載中断している。主人公の「まきじ」は後の「マンガ少年」版の弁太の原型であるがほっそりしている。また、まきじとおぶうは兄妹でない設定に変わった。猿と子犬のエピソードは「マンガ少年」版に流用されているが、二匹の名前が変えられており、天狗（我王）に育てられた話になっている。
望郷編（マンガ少年版）
- 初出：『マンガ少年』（1976年9月号 - 1978年3月号）

時代は宇宙時代。自然が失われ続ける地球に絶望した主人公ロミと恋人のジョージは、強盗で得た金で宇宙不動産会社から小さな惑星エデン17を買い、移住する。しかしそこは地震が頻発し、荒廃した惑星であった。悪徳業者に置き去りにされ、ジョージは事故で死に、ロミは残された息子と結ばれることで生命を繋ぐ決断をする。しかし近親婚の影響で女児を得ることができず、ロミは唯一の女性として、息子と結婚して子供を産んでは冷凍睡眠を繰り返すこととなった。やがロミと息子たちの小さなコミュニティが築かれていくが、兄弟同士の諍いから恐るべき計画が持ち上がり、それを聞かされたロミは絶望して睡眠装置に閉じこもってしまう。彼女を憐れんだ火の鳥は、ロミの夢に呼びかけ、異星人との混血をすすめた。火の鳥の働きかけによりムーピーがエデン17へ訪れ、ムーピーとの混血の新しい種族が繁栄していく。ロミが数百年にわたる眠りから目覚めた時、エデンには心優しく素朴な人々の住む、平和な文明が育っていた。ようやく心の平安を得たロミは、エデンの女王として人々に慕われ、静かに老いていくが、次第に地球への望郷の想いを募らせ、コムという少年と共に地球を目指す旅に出る。その旅先で、ロミは宇宙パトロール隊員の牧村と出会う。しかし牧村の任務は、地球に不法入国しようとする帰還者たちを阻止すること、即ちロミたちを殺すことだった。
本作品は『COM』版の「望郷編」（未完）との関連はほとんどなく、唯一、被爆した少年コムだけが、ムーピーと地球人との混血児という設定で再登場している。
手塚本人により何度も描き直されており、雑誌掲載版・朝日ソノラマ版・講談社版、角川書店版の各単行本では大きく内容が異なる。雑誌版では地球到達までのロミの顔は老婆のような状態だったが、朝日ソノラマ版では若く描き直されている。単行本ではフォックスと呼ばれるブラック・ジャックに似た男がロミを自然が残った場所へと連れて行くシーンが追加された。また雑誌版ではロミは牧村に撃ち殺されるが、単行本では若返りの副作用のため死んだことになっている。ラストシーンも牧村がロミのために星の王子さまを読むという場面が追加された。ロミとジョージの声が最後に聞こえるシーンも単行本で加筆されたもの。また角川版ではロミとジョージの出会いのシーンを冒頭に移動し、展開を早くするため宇宙船に他の宇宙人が搭乗する場面を省き、地球に向かう途中に立ち寄る星に違うものがあったりするなど内容が異なる。また、本作品は火の鳥全シリーズ中で最も手塚による加筆・修正が多い編であり、雑誌掲載版、角川書店版、朝日ソノラマ版・講談社版では上記以外でも100ページ以上の変更がある。特にムーピーと人間との混血が生まれる場面はそれぞれ設定が異なる。今日では望郷編と云えば、普通はCOM版ではなくてマンガ少年版のことを指す。
乱世編
- 初出：『マンガ少年』（1978年4月号 - 1980年7月号）

平安時代末期の1172年。平安京の北の山村に住む木こりの弁太は、恋人おぶうと愛を育んでいた。ある日、薪と猪の皮を売りに都へ行った弁太は役人とトラブルを起こすも高価な櫛を拾い、おぶうへとプレゼントする。ところが、それは藤原成親の持ち物であった。弁太一家は成親の一味と見なされて焼討に遭い、弁太の両親は斬られ、さらにおぶうの父も殺害された。弁太は連れ去られたおぶうを追って都へと出向くが、その先で源義経の仲間にされてしまう。義経は一見したところ美貌の英雄だが、その実は平家打倒の目的のためならば非情な行いも平然とやってのける没義道な男であった。一方おぶうは平清盛の侍女となる。悪名高い清盛は、実は世間の荒波と家中の乱暴狼藉の板ばさみに苦悩する小心な老家長であった。そしてその清盛には、大陸からもたらされた火の鳥を隠し持っているという噂があった。
本作品は源平の抗争に巻き込まれた二人のすれ違いの運命を追っていき、源平の抗争や源頼朝・義経兄弟の相克には、火の鳥の争奪が関わっているという筋立て。弁慶伝説を下敷きとする。「鳳凰編」の我王も義経の師匠鞍馬天狗として登場している。本作品では英雄として名高い義経が非情な人間として描かれるが、その行為は文献に準ずるものもある（例えば民家への放火など）。清盛は残虐な面も描かれるが、平家一門の身内の増長に対しては逆に叱責したり、また大仏の焼き討ちなど自らのやり過ぎを後悔するなど、人間らしい面が描かれる。なお、この乱世編では手塚の実の先祖でもある手塚太郎光盛が手塚の自画像と似せて登場する。
手塚により何度も描き直されており、雑誌掲載版、角川書店版、朝日ソノラマ版・講談社版では大きく内容が異なる。特筆すべき大胆な変更は犬と猿のエピソードは本編の途中（天狗が死ぬ場面）に存在したが、朝日・講談社版ではラストに移動し、犬と猿が義経と清盛の転生後という設定になっている。その中では犬と猿が人間だったころの思い出（義経と清盛だったころ）を思い出すという内容が追加された。また角川版では犬と猿のエピソードは冒頭に移動され、物語の序章として扱われている。さらに弁太が義経を丸太で自慢の顔を潰して殺す場面は角川版では藤原泰衡軍の弓矢で死ぬ場面に変えられている。この他、細かな変更も多い。
生命編
- 初出：『マンガ少年』（1980年8月号 - 12月号）

2155年。かつて人気をはくしたクローン動物を狩猟する番組「クローン・ハント」は刺激不足により視聴率低迷に喘いでいた。主人公の敏腕テレビプロデューサー・青居は打開策として、クローン人間を製造し狩猟する殺人番組「クローンマン(人間)・ハント」を考案する。クローンを使えば法律の抜け穴をついて合法的な殺人が行え、それを番組にすれば視聴率が取れると考えたためである。青居はクローン技術の工場があるペルーの奥地に向かうが、奇妙な女術師によって自分自身をクローン人間として大量生産されてしまう。そして日本に連れて帰られた大量の青居は、皮肉なことに自分自身が他のクローンとともに企画した殺人番組の標的にされることになった。青居は番組初回に駆り出され、大量の青居が殺される中で左腕を失いながらも追手から逃れた後、逃亡中に出会った少女・ジュネと生活を始めるが…。
単行本では手塚による修正が入っている。まずサイボーグのおばあちゃんは雑誌掲載版では本当に生きたおばあちゃんであったが、朝日・講談社版では見るからにロボットの姿へと変更された。また鳥の顔をした女性は、雑誌掲載版では本当に火の鳥の顔をしていたが、単行本版では人間と火の鳥の中間的な顔つきへと修正されている。エンディングも全く異なり、雑誌掲載版では青居はテレビ番組内で殺されるのに対して、単行本版では青居がクローン人間培養工場を爆破するエピソードが追加されている。また雑誌版では主人公の青居は最後にはっきりとクローンと断定されるのに対して、単行本ではクローンではなく失った指から本物の青居であったと思えるような描写になっている。
異形編
- 初出：『マンガ少年』（1981年1月号 - 4月号）

戦国の世（室町時代）。主人公の左近介は本来は女であったが、幼少のころより父に男として暴力をもって育てられた。その左近介の父は応仁の乱の功績で名をあげた残虐非道の男であり、左近介は父を憎んでいた。ある日、左近介の父の鼻に「鼻癌」と思わしき症状が現れ苦しんでいたところ、それを治せるという尼「八百比丘尼」が現れた。左近介と父は、まるで老いた左近介のような八百比丘尼の姿に驚く。父に恨みを抱いていた左近介は、治療を阻止するために、寺を訪れ八百比丘尼を殺す。だが、殺害を終えた左近介は不思議な力に阻まれ、寺から出られなくなる。八百比丘尼の治療を求める近隣住民たち、さらには人外の異形の者たちが次々と寺を訪れ、左近介は心ならずも比丘尼の身代わりとして治療に従事する羽目になるが、そこから恐ろしい因果応報が左近介に巡ってくる。
「太陽編」では仏族の攻撃により負傷した霊界の者たちを治療することができる人物がいるとして火の鳥が本作品の八百比丘尼と思われる女の下へ負傷者を誘導する描写がある。火の鳥はこのシーンで八百比丘尼のことを「自分の犯した罪を贖うために無限の時間をあらゆる世界の生き物を救うことに費やしている」と説明している。
本作品は八百比丘尼伝説を下敷きにしている。雑誌掲載版と単行本とでは結末に大きく加筆がされ、主要登場人物が最後に切られるという大事な場面は単行本で追加されたもの。その他にコマの入れ替えやページの組み換えなど細かな修正が多い。雑誌版と初期の単行本では、治療に訪れる異形の患者は宇宙人（火の鳥が他の星の生き物であることと、その理由を説明する）だが、後の版では前述の「太陽編」のシーンへと繋げるために、治療される対象は妖怪になり、絵も妖怪に近いデザインに改められている。
NHKアニメ版では、唯一ほぼ変更なしにアニメ化されている。
太陽編
- 初出：『野性時代』（1986年1月号 - 1988年2月号）

7世紀と21世紀（2009年）の2つの時代を交互に描いた物語。西暦663年、主人公の一人ハリマは百済の王族の血を引く存在であったが、白村江の戦いで敗れ、顔の皮を剥がされ、その上に狼の顔を被せられた。狼の皮はハリマの顔に張り付き、本来の皮膚と同化して取れなくなってしまった。ハリマが倒れているところを占い師のオババが助け、逃げるために将軍・阿倍比羅夫と共に倭（日本）に渡る。ハリマは倭では犬上宿禰（いぬがみのすくね）と名乗り、狗（ク）族の少女マリモとの出会いを経て、やがて壬申の乱に巻き込まれてゆく。壬申の乱は世俗での権力闘争であると同時に、外来宗教である仏教と日本土着の神々との霊的な戦いでもあった。
一方、21世紀の日本は「火の鳥」を崇拝する宗教団体「光」一族に支配されていた。もう一人の主人公である坂東スグルは、幼いころから「光」によって地下街の荒廃した環境で生活させられ、スグルはその中の反「光」団体「シャドー」に属したテロリストとして冷酷な人殺しを繰り返していたが、ある作戦に失敗したことによって「光」のメンバーに捕らえられ洗脳するための施設に入れられ、狼の頭に似た洗脳ヘルメットを被せられる生活を送ることになる、そしてかつて任務で同い年という理由から殺さなかった少女兵士・ヨドミと施設で知り合い、惹かれ合っていく。
本作品はハリマがスグルになった夢を見て、スグルはハリマになった夢を見るというように交互に物語が入れ替わる。過去と未来の宗教は双方とも火の鳥自身がご神体となっている。
単行本化の際は手塚自身により未来側のストーリーが大幅に変更され、火の鳥が登場したり、猿田が罰を受ける描写などかなりのカットがなされている。雑誌掲載版では回想シーンに猿田の兄として鉄腕アトムのお茶の水博士が登場する。
また、NHKのテレビアニメ版では尺の都合で大幅カットされ未来側の物語は描かれなかった。
休憩 INTERMISSION
- 初出：『COM』（1971年11月号）

他の編と異なり手塚自身が登場するエッセイ風短編漫画。「なぜ火の鳥を描くのか」といったテーマになっている。
二種類が存在する。一つはCOMに掲載された『休憩 INTERMISSION 火の鳥 またはなぜ門や柿の木の記憶が宇宙エネルギーの進化と関係あるか』であり、もう一つは1978年マンガ少年11月号に再録された『休憩 INTERMISSION 火の鳥 というタイトルでなくともよいというわけ』である。
後者は前者の「再録」という形ではあるが、前者は6ページあるのに対し、後者は3ページに削られた上、文章が全て書き換えられている。なぜ後半3ページが削除されて、文章が全て書き換えられたかは不明であるが、削られた3ページには「火の鳥の正体（火の鳥とはどういった存在か）」など核心を突く内容が描かれていた。
この他、手塚以外の作家により作画された連載作品として、アニメ映画『火の鳥2772 愛のコスモゾーン』をの内容を元にコミカライズした御厨さと美による漫画（初出：『マンガ少年』（1980年2月号 - 4月号）がある。詳細については当該項目を参照。

### 執筆されなかった作品
大地編（シノプシスのみ）
- 初出：『月刊ニュータイプ5月号付録「手塚治虫MEMORIAL BOOK」』（角川書店/1989年刊行）、その他にも証言複数あり。

大地編は2種類が存在する。「日中戦争が舞台の物語」と「幕末から明治維新が舞台の物語」である。
1つは西暦1938年（昭和13年）の1月が時代背景。日中戦争時の上海を舞台に、関東軍の戦意高揚のため、中国大陸に伝説の仙鳥の探索を計画する。シノプシスには間久部緑郎（ロック）、その弟の間久部正人、猿田博士が登場。
1989年の舞台劇『火の鳥』の原作として、上記内容で新作描き下ろしを連載をする予定だったが、よりSF的な内容にとの希望があったためペンディング（保留）となった。『野性時代』に1989年春から掲載されるはずだったとも言われるが、手塚が病に倒れたことから執筆されることはなかった。ただし、『野性時代』の編集部は『火の鳥』の続編ではなく『シュマリ』の続編を望んでいことから内容の構想を変えたという。シノプシスの内容はナツメ社から発売されている「火の鳥公式ガイドブック」や朝日ソノラマから出版されている「太陽編・下（B5版）」などで確認できる。文章量は原稿用紙2枚と5行。日中戦争を舞台とした火の鳥大地編は舞台劇火の鳥のシナリオへと書き直された。
『野性時代』に連載予定だった大地編は日中戦争が舞台ではなく、『シュマリ』と同じような時代に合わせて幕末から明治維新を舞台に構想されていた。手塚プロダクションの松谷孝征社長は「構想など手塚が残した骨子はあるので、次作が実現すれば、手塚プロ出身者など“身内”の誰かに描いてもらいたい」「舞台は幕末から明治維新。シュマリみたいな主人公が大陸に渡る話です」と語っている。　
このシノプシスを元に桜庭一樹が『小説 火の鳥 大地編』のタイトルで執筆、2019年4月から2020年12月にかけて朝日新聞土曜別刷り「be」において連載。挿絵は黒田征太郎が担当。
再生編（構想のみ）
- 初出：『雑誌「COM」火の鳥黎明編第5回』（1967年5月号）、その他にも証言複数あり。

火の鳥に鉄腕アトムが登場するという構想が存在し、複数の証言が得られている。
火の鳥黎明編の雑誌掲載版では、猿田彦の鼻が大きくなるところのナレーション解説が入る場面で「この物語の中では、猿田彦は、ただの防人ではあるが、お茶の水博士の先祖ということになっている」と書かれていた。単行本では「この物語の中では、猿田彦は、ただの防人ではあるが、彼の子孫は、物語全体を通じていずれも重要な役割を持つようになるのである」に変更された。
赤旗（現・しんぶん赤旗。1997年4月より改題）1974年1月22日付けコラム中で、手塚は「火の鳥は、太古から、超未来までえんえんと運ばれる叙事詩です。（中略）じつは、これはまだ先の話ですが、二十一世紀の部分のエピソードで、アトムの物語がでてきます。アトムもじつは火の鳥の一挿話だったというオチです」と語っている。
連続ラジオ小説「火の鳥 乱世編」（NHKラジオ第1放送 1980年3月21日）でもその内容が語られている。本編OA後に手塚治虫自身が21世紀が舞台であるので『鉄腕アトム』の外伝を描いてみたいと構想を語っている。具体的な構想があったわけではないが、断片的なアイデアとして、「アトムはロボットであり、不死の存在と言える。その魂は、最終的には、火の鳥に救われるのではないか」と言うことと、「意識していたわけではないのだが、お茶の水博士はその容貌からして、猿田の血を引いていると思う。彼はアトムの最期を見届けることになるだろう」と語っている。
長く手塚のチーフアシスタントを務めた福元一義によれば、「（手塚治虫は）日中戦争を扱った大地編というのをやりたいと。それからアトムのオールキャストみたいな格好で火の鳥を締め括ろうというお話でした」と語る。
手塚治虫の息子である手塚眞はある時、火の鳥の最終話について編集者にそっと耳打ちしたという。編集者は「あれは過去、未来と話が行ったり来たりして、最後に現代に近いところで終わるんだよ。そう、アトムが誕生するころにね」と語ったという。
火の鳥が連載していたマンガ少年の編集者である松岡博治は、「あの完結編の話でしょ？直接、先生から聞いていました。過去未来、過去未来、過去未来ってきてですね、2003年、アトムの誕生の年に過去と未来がクロスして完結するという。アトムも、ブラック・ジャックも、三つ目も、先生のキャラクターが何もかも出てきて…」と雑誌のインタビューで語る。
（ただし、上記の証言では再生編（仮）を火の鳥の完結と語っているが、下記で解説する現代編の内容とは異なる。手塚は最終作である現代編を上記の後、死ぬ直前に描くことを生前にほのめかしていた。上記のアイデアはゲーム「ASTRO BOY・鉄腕アトム -アトムハートの秘密-」や小説「火の鳥アトム編」などに生かされている。）
現代編（構想のみ）
- 初出：『「火の鳥」と私』（1968年12月）、その他にも証言複数あり。

手塚治虫は雑誌「COM」以降の火の鳥の全体構成を、黎明編と未来編を発表した後、過去、未来、過去、未来、と時間を現代に収束させる予定で描いた（太陽編は2つの時代が描かれているが最終的に過去側は未来側の物語に組み込まれる）。
1968年の虫プロ商事から発行された火の鳥未来編の単行本のあとがきでは手塚は次のように語っている。「私は、新しいこころみとして、一本の長い物語をはじめと終わりから描き始めるという冒険をしてみたかったのです」「最後には未来と過去の結ぶ点、つまり現代を描くことで終わるのです。それが、それまでの話の結論に結びつき、それが終わると、黎明編から長い長い一貫したドラマになるわけです。したがって、そのひとつひとつの話は、てんでんばらばらでまったく関連がないように見えますが、最後にひとつにつながってみたときに、はじめてすべての話が、じつは長い物語の一部にすぎなかったということがわかるしくみになっています」
後に『ニュータイプ100%コレクション 火の鳥』（角川書店/1986年刊行）の角川春樹との対談の中で、手塚治虫自身が「現代編」の構想を明かしている。手塚は「現代」というものは常に浮遊しており、読者から見た「現代」と作者が描いている時点の「現代」のズレが生じる問題を角川に伝えている。火の鳥という作品は1950年代から描かれているが、この対談時ですら1950年代は「現代」ではなくはるか「過去」になっている。
そこで手塚は「現代」というものの解釈を「自分の体から魂が離れる時」だとしていた（手塚にとってそれ以降の未来がなく、そこから以前は全て過去であるため。「未来も無く過去しかない＝現代」）。
そして、その時こそ「現代編」を描く時だと語った。
それを聞いた角川は手塚に対して「死ぬ時ですからね。描けませんよ（笑）」と語り、手塚は「いや、僕は描いて見せますよ」「一コマでもいいんですよね。それが一つの話になっていればいいんですから」と死ぬ直前に一コマでも物語を描くことを約束している。
毎日新聞デジタル（2012年07月23日）でのインタビューにおいて聖悠紀は「手塚先生は『火の鳥で、過去の話を書いたら、未来の話を書いて、次の過去の話と、だんだん時代の間隔が短くなって、最後は原稿を書いている自分の部屋で終わりたい』とおっしゃっていた」と述べている。
雑誌COM版の「火の鳥 休憩 INTERMISSION」の後に削られた3ページには、火の鳥はどういう存在かを語り、火の鳥の結末はいつ発表するかを語っていた。具体的には「火の鳥は生命から生命へと媒介するエネルギーのようなもの」「火の鳥の結末はぼくが死ぬ時に発表する」という内容などであった。手塚が「自分と似たシワクチャな年寄りの夢を見る」ということも意味深に明かし、鼻が手塚の似顔絵程度に大きいシルエットの人物も描かれている。
角川との対談で「僕の中にあるエネルギー体が“羽化”するときに現代編を描く」ということも語っている。削られた「休憩」の最後の一コマでは布団に頭から足まで包まれて横になった手塚からこの漫画を象徴する存在が手塚と重なるように描かれていた。
手塚は胃癌で死ぬ直前の昏睡状態の時でも「鉛筆をくれ…」とうわ言を言っており、手塚の死に立ち会った手塚プロの松谷孝征社長によると手塚の最後の言葉は「頼むから仕事をさせてくれ」であったという。この時、手塚は息子である手塚眞がペンを渡すと握りしめるという動作までは行っている。
上記とは別に手塚が胃癌中の病院のベッドで手がけた作品「舞台劇 火の鳥」が存在し、この舞台劇が公開された1989年2月8日の翌日に手塚は亡くなっている。この舞台劇の時代背景は西暦2001年である。

## 単行本
2012年3月現在、入手可能な単行本は以下の通り。
- 1978年7月 - 1995年9月 講談社 手塚治虫漫画全集 B6判 全16巻 + 少女クラブ版 全1巻
- 1992年12月 角川書店 角川文庫 文庫判 全13巻
  - 2018年6月 - 12月 角川書店 角川文庫 文庫判 新装版 全14巻 (旧版13巻 + 別巻1巻）
- 2009年5月 - 10月 朝日新聞出版 B5判 全11巻 + 別巻
- 2011年6月 - 2012年5月復刊ドットコム 《オリジナル版》復刻大全集 B5判 全12巻
- 2011年10月 - 2012年3月 講談社 手塚治虫文庫全集 文庫判 全11巻 + 少女クラブ版 全1巻
- 2013年11月 - 2014年4月　小学館クリエイティブ　四六判　全11巻

またコンビニ用のB6判コミックが、2011年2月から7月にかけて秋田書店と朝日新聞出版の共同企画で全7巻が発行され、2015年4月からは秋田書店から合本形式で全5巻が発売された。
手塚治虫は単行本を出すたびにそのつど内容や絵に手を加えており、現行の単行本でも大きく分けて3つの種類がある。朝日ソノラマ（現・朝日新聞出版）版と角川書店版と復刊ドットコム版である。講談社の漫画全集および文庫全集は朝日ソノラマ版である。小学館クリエイティブ社の版は角川版の内容に雑誌版の二色ページを再現、扉絵を収録したもの。そして、2011年版コンビニコミックは角川版、2015年版コンビニコミックは朝日ソノラマ版である。
手塚による加筆・修正の順番は、『雑誌掲載版』→『朝日ソノラマ版』→『角川書店版』である。それぞれ編によってはストーリーが大きく違うものもある。『復刊ドットコム版』は手塚が手を加えてない雑誌連載時の状態がそのままが読める単行本である（しかし、単行本時に直された設定ミスや絵の描き間違いもそのまま収録されている）。

## 描かれる歴史上・神話上の人物・出来事
黎明編
- イザナギ
- 卑弥呼（→アマテラス）
- スサノオ
- 猿田彦
- ウズメ
- 天弓彦
- ニニギ（→実写映画版では神武天皇の要素も）
- 邪馬台国
- クマソ
- 天岩戸
- 騎馬民族征服王朝説

ヤマト編
- ヤマトタケル
- クマソタケル
- ソガ大王（おおきみ）（→記紀では景行天皇、手塚の想定は蘇我馬子）
- 石舞台古墳
- 草薙の剣
- 埴輪

鳳凰編
- 良弁
- 橘諸兄
- 吉備真備
- 藤原仲麻呂
- 聖武天皇
- 国分寺
- 奈良の大仏
- 遣唐使

羽衣編
- 三保の松原（羽衣伝説）
- 平将門の乱（承平天慶の乱）

乱世編
- 鞍馬天狗
- 弁慶
- 源義経
- 金売吉次
- 平清盛
- 平重盛
- 平宗盛
- 越中守盛俊
- 源頼朝
- 文覚
- 土佐坊昌俊
- 木曾義仲
- 巴御前
- 志田三郎
- 明雲
- 俊寛
- 藤原成親
- 後白河法皇
- 手塚太郎光盛
- 平氏政権
- 鹿ケ谷の陰謀
- 源平合戦
- 日宋貿易
- 鳥獣戯画（覚猷）

異形編
- 八百比丘尼
- 応仁の乱
- 百鬼夜行絵巻

太陽編
- 余豊璋
- 阿倍比羅夫
- 天智天皇
- 大海人皇子
- 大友皇子
- 十市媛
- 大伴吹負
- 壱伎韓国
- 蘇我果安
- 山部王
- 壬申の乱
- 白村江の戦い

## その他・余談

宝塚市立手塚治虫記念館前に設置されている火の鳥のモニュメント

- テレビアニメ『ふしぎなメルモ』に登場するミラクルキャンディーは、第1話で描かれる製造過程によると原料は火の鳥の卵である。エンディング場面では毎回火の鳥の卵からキャンディーが作られる工程が放送された。なお、福山けいこによるリメイク漫画『メルモちゃん』には、他の手塚キャラとともに火の鳥も出演している。
- 漫画『ブラック・ジャック』の「不死鳥」回は火の鳥にまつわる話である。しかしなぜか手塚自身がこの作品を封印していたこともあり、手塚の存命時には単行本に収録されなかった（「不死鳥」は手塚の死後アニメ化もされている）。
- テレビアニメ『アストロボーイ・鉄腕アトム』（2003年 - 2004年）に手塚作品のスター・システムの一環でゲストキャラクターとして登場、声優はNHKのテレビアニメ版と同じ竹下景子。
- 「火の鳥2772」については、手塚自身が講談社手塚治虫漫画全集で描き下ろしをして再漫画化する予定もあったが、実現しなかった。
- 手塚の死後に作られたオリジナルストーリーでは、二階堂黎人による小説『火の鳥アトム編』、創作舞踊劇『火の鳥 転生編』、プラネタリウム用アニメ映画『火の鳥-絆編-』、音楽劇『NINAGAWA火の鳥』、宝塚歌劇花組公演『火の鳥』、短編アニメ『火の鳥アースキーパーズ編』など様々なものが作られている。
- 鈴木英史による吹奏楽曲「鳳凰〜仁愛鳥譜」は、鈴木のお気に入りである「未来編」のイメージで作曲されたものである。
- イギリスのアンビエント・テクノ・バンドのシステム7が、シングル「Hinotori」を含むアルバム『Phoenix』を2007年に発表。これは、手塚治虫の長女・手塚るみ子の呼びかけによるもの。『火の鳥』の内容に触発されて制作された。
- 火の鳥は阪神・淡路大震災復興活動のシンボルマークとして使われていた。これは悦子夫人が兵庫県に「火の鳥」のイラスト使用権を10年間無償提供したことによる。
- 2010年8月6日に全国農業協同組合中央会は、2010年日本における口蹄疫の流行で被害を受けた畜産農家の復興支援を目的に、火の鳥をデザインしたマークを作成している[28]。
- 2011年8月7日開催のロック・フェスティバル「WORLD HAPPINESS 2011」において、東日本大震災からの復興・再生をテーマに掲げ、火の鳥を“再生”のシンボルとしてキービジュアルに起用[29]。同イベントでは、イエロー・マジック・オーケストラが火の鳥をモチーフにした新曲「Fire Bird」を初披露した[30]。
- バレーボール日本女子代表チームの愛称は「火の鳥NIPPON」であり、ロゴなどのデザインは手塚プロダクションが担当している[31][32]。
- 火の鳥の実写映画は本来はアニメとの二部構成であった。シナリオまで作られていたが未制作に終わった。内容は火の鳥の世界の結末の一つが描かれている（シナリオの内容は後述）。
- 手塚生前時における掲載誌は廃刊・休刊することが多く、陰ながら「本作品が掲載されると廃刊になる」などと囁かれた[33]。ただし、これは実際には火の鳥のせいではなく、火の鳥が月刊誌のみに連載されていたことが原因である。火の鳥は1950年代から連載してきたが、週刊漫画雑誌が登場し主流になり、1950年代からある月刊漫画誌が全て廃刊していったため。なお、火の鳥太陽編が連載されていた「野性時代」は1996年に休刊した後、2003年に新創刊し、2016年現在「小説 野性時代」として刊行中である。
- 元手塚のアシスタントの石坂啓は乱世編で見開きで村祭りのシーンがあった時に、それが最後まで仕上げられていなかったので、「これは時間がかかるから、後でアシスタントにやらせるのだろう」とアシスタント全員で思っていたら、手塚治虫が下描き無しで、踊る村人たちを全部書き始めたが、火を囲んでいる大勢の人の輪と、一人ひとりの影をちゃんと角度を変えて驚異的な速さで仕上げたので、「まるで魔法を見ているようだった」と語った[34]。
- 本作品をオマージュした（影響を受けた）作品は少なくない。
  - 全体を元にしたもの
    - 浦沢直樹のマンガ『BILLY BAT』
    - 谷甲州の小説『終わりなき索敵』は、火の鳥との関連性が指摘されている[35]。

  - 一部を元にしたもの
    - 藤木稟の小説『旅立ちの時』は、復活編との類似点が指摘されている[36]。
    - 『沙耶の唄』、『セイバーマリオネット』はどちらも復活編を元にしている。
- 旧ソ連の映画「せむしの仔馬」には火の鳥が登場し、これは手塚治虫が漫画「火の鳥」を描くきっかけとの一つとなった。手塚が胃癌の闘病中に病院のベッドで手がけたアニメに「青いブリンク」があるがこれは「せむしの仔馬」の手塚風のリメイク作品である。「青いブリンク」はアニメでの手塚の遺作の一つになった。
- 手塚治虫がまだ漫画家になるか医者になるか迷っていた時に、母親とアニメーション映画を見に行き、開演までの時間にロビーの椅子で母親に相談すると「好きな方を択ぶように」と言われ漫画家になった。その時のアニメーションが「せむしの仔馬」である[37]。
- ミッシェル・ルグラン作曲の交響組曲「火の鳥」の原曲は、1975年第4回東京音楽祭世界大会にイギリスから参加したスーザン・モーン歌唱の「あふれる想い（There is a River）」である。作詞はルグランとの曲づくりパートナーでもあるハル・シャパーで日本発売もされた。東京音楽祭には深町純や村井邦彦も参加している。
- 近畿日本鉄道の80000系特急車両の愛称は「ひのとり」だが、本作品とは無関係である。ただし、車両の開発に当たっては事前に手塚プロダクションに確認を取り、了承を得た。

## 他のメディア
一連の作品の一部はラジオドラマ化、アニメ化、テレビゲーム化、または実写映画化された。

### ラジオドラマ
- 連続ラジオ小説（NHKラジオ第1）
  - 火の鳥 黎明編（1977年3月21日 - 3月28日）
    - 声の出演 - 羽佐間道夫、沢たまき

  - 火の鳥 未来編（1977年3月29日 - 4月2日）
    - 声の出演 - 風間杜夫、高木均、沢たまき

  - 火の鳥 鳳凰編（1978年1月4日 - 1月15日）
    - 声の出演 - ささきいさお、石田太郎、萩尾みどり、米倉斉加年
    - 主題歌「傷だらけの翼」 / イメージソング「名も知らぬ星」（CK-502、日本コロムビア、作詞 - 長坂秀佳 / 作曲・歌 - ささきいさお / 編曲 - 高田弘）

  - 火の鳥 乱世編（1980年3月3日 - 3月21日）
    - 声の出演 - 東野英心、西村晃、市毛良枝、岸田森、森山周一郎

- 火の鳥 生命編（ニッポン放送 1987年1月1日 手塚治虫のオールナイトニッポンスペシャル内ミニドラマ）
  - 声の出演 - 小泉今日子
- オーディオドラマ「火の鳥 永遠の生命」（文化放送 1999年10月 - 2000年3月）
  - 声の出演 - 土井美加

### 実写映画
『火の鳥』（ひのとり）は1978年（昭和53年）8月19日（1978年8月12日には、有楽座にて先行公開）に公開された日本の特撮・アニメ映画。製作は東宝・火の鳥プロダクション。配給は東宝。イーストマンカラー、東宝1.5ワイド。第1部である黎明編（月刊COM版）を映画化。キャッチコピーは、「はばたけ! 永遠の鳥よ 燃える炎の中に愛の宇宙が見えるまで」。

#### 概要
実写と特撮にアニメーションを合成した表現が特徴であるが、ピンク・レディーを踊る狼、瞳の中に燃えあがる怒りの炎といった遊びの過ぎたアニメ合成が多く、「壮大なテーマが結実しないうちに映画がさっさと出来上がってしまった印象」（佐藤忠男）など批評は芳しくなかった。本作品の映画化を熱望していた監督の市川崑は、劇中でアニメと実写の融合を試みたものの、撮影条件が満たされないままアイディアが先行する形となり、アニメーション制作やオプチカル合成の遅延など、現実的な問題からアニメパートが想定よりも短くなる結果となった。また実写パートも、合戦用に調教された馬を調達できずにカット割りや編集でカバーするなど、製作上の制約を技術力で補う事態となった。市川自身も同年にNHKラジオ番組「日曜喫茶室」で、「ラッシュを見て、こんな映画を撮った監督はどこのどいつだと思った」と冗談まじりに失敗作を示唆している。さらに後年、本作品を述懐した市川は、「手塚治虫さんの原作に惚れ込み過ぎた。もっと原作と距離を保てば良かった。せっかくの原作に申し訳ないことをしました」と反省の弁を述べている。
音楽面ではプロデューサーの市川喜一の要望でミシェル・ルグランやロンドン交響楽団が起用され、フランスで作曲と録音が行われた。メインテーマ以外の楽曲は深町純が手掛け、新日本フィルハーモニー交響楽団が演奏した。また、芸能山城組の演奏をテレビ放映で知った市川崑が、本作品のヤマタイ国の場面で音源使用している。また尾美としのりのデビュー作であり（表記は「尾美トシノリ」としている）、その芝居が高評価を得ている。
劇場映画での主演歴（厳密にトップクレジットに限定して）を持つ出演者12人、市川監督以下、谷川俊太郎、コシノジュンコ、山城詳二、ミシェル・ルグランら世界的知名度の高いメンバーを結集したスタッフ陣と超豪華な顔ぶれで話題を集めたが、興行成績は都市部ロードショーの盛況に反し地方興行が惨敗。トータルの配給収入7億は2010年代の興行収入に換算すれば二十数億に相当する中ヒットといったところだったが、製作費の高さに見合わず、初期構想では実写「第1部」とフルアニメーション「第2部」の二部構成で、出足好調だったことから一部では「第2部」の製作決定と報じられシナリオも完成していたにも関わらず、続編『宇宙編』はお蔵入りすることになった。ただし企画自体は存続し、1980年に劇場用オリジナル長編アニメである『火の鳥2772 愛のコスモゾーン』として結実している。
東宝特撮封印作品を販売するドラマCD発売会社グリフォンは『ノストラダムスの大予言』と『獣人雪男』のドラマCDの広告の下に東宝特撮封印作品ドラマCDシリーズ第2弾として、『緯度0大作戦』と本作品のドラマCDの発売を予告していたが、実現せずに未発売に終わった。後記の通り地上波放送された他CSでの放送は行われており、2015年10月からは各種サイトで映像配信も行われている。映像ソフトは2021年12月18日にBlu-rayが発売され初ソフト化となった。

#### キャスト
- 猿田彦[40][7] - 若山富三郎
- ナギ[40][7] - 尾美トシノリ
- 天弓彦[40][7] - 草刈正雄
- タケル[7] - 田中健
- ヒナク[40][7] - 大原麗子
- ウズメ[40][7] - 由美かおる
- グズリ[40][7] - 林隆三
- スサノオ[40][7] - 江守徹
- ウラジ[7] - 沖雅也
- マツロ王[7] - 潮哲也
- ヤマタイ国親衛隊長[7] - 小林昭二
- オロ[7] - 風吹ジュン
- 女官ヌサ[7] - ピーター
- 女官シメ - カルーセル麻紀
- 女官サヨ - 木原光知子
- カマムシ - 加藤武
- スクネ - 大滝秀治
- まじない師 - 伴淳三郎
- イヨ[40] - 草笛光子
- ヒミコ[40] - 高峰三枝子
- ジンギ[40] - 仲代達矢
- 火の鳥の声 - 岡真佐子
- 役名不明 - 丹古母鬼馬二、長谷川弘、関山耕司、新海丈夫、花上晃、小瀬格、山本廉

#### スタッフ（実写）
- 監督 - 市川崑
- チーフ助監督 - 橋本伊三郎
- 脚本 - 谷川俊太郎
- 音楽 - 深町純
- テーマ音楽 - ミッシェル・ルグラン
- 演奏 - ロンドン交響楽団、新日本フィルハーモニー交響楽団
- サントラ盤 - アルファレコード
- イメージソング（本編未使用） - 「火の鳥」
  - 作詞 - 谷川俊太郎
  - 作曲・編曲 - ミッシェル・ルグラン
  - 歌 - 松崎しげる（ビクターレコード）
    - このイメージソングについてはハイ・ファイ・セット版とサーカス版も存在する。
- 撮影 - 長谷川清
- 美術 - 阿久根巌
- 照明 - 佐藤幸次郎
- 振付 - 西野皓三
- 衣裳デザイン - コシノジュンコ
- 衣装 - 長島重夫
- 古代民族音楽・作曲考証 - 山城詳二（芸能山城組）
- 演奏 - 芸能山城組、小口大八と御諏訪太鼓
- 殺陣 - 美山晋八
- 編集 - 長田千鶴子、池田美千子
- 効果 - 東宝効果集団
- 製作 - 市川喜一、村井邦彦
- 製作担当 - 徳増俊郎
- スチール - 橋山直己
- 記録 - 土屋テル子
- 協賛 - 阿蘇町観光協会、白水村観光課、スタートラベル
- 現像 - 東洋現像所

#### スタッフ（特撮）
- 特技監督 - 中野昭慶
- 撮影 - 山本武
- 美術 - 井上泰幸
- 照明 - 森本正邦
- 合成 - 三瓶一信
- 光学撮影 - 宮西武史
- 光学作画 - 石井義雄
- 操演 - 松本光司
- 特殊効果 - 渡辺忠昭
- 助監督 - 松本清孝
- 製作担当 - 篠田啓助

#### スタッフ（アニメーション）
- 製作 - 手塚プロダクション
- 原作・アニメーション総指揮 - 手塚治虫
- 原画 - 山本準治、中村和子、岩崎治彦、堀治、八木大、三輪考輝、勝井千賀雄
- 動画 - 渡辺佳子、猿山二郎、関野郁子
- 仕上げ担当 - 高橋富子
- 美術 - 明石貞一
- 特殊効果 - 橋爪朋二
- 製作担当 - 山本智
- 作画演出 - 鈴木伸一

#### 受賞
- ロサンゼルス国際映画祭ポスター部門最優秀賞

#### テレビ放送
1981年1月5日（月曜） 20:02 - 22:48（日本標準時）、テレビ朝日系列で『新春特別ロードショー』と題してのテレビ放送が行われた。途中、21:24 - 21:30には『ANNニュース』が放送された。

### アニメ映画

#### 火の鳥・第2部（未制作）
前述の実写映画『火の鳥』は本来は二部構成であった。しかし、実写版は独立した作品となり、本作品はシナリオが作成されていたにもかかわらず制作には移らなかった。結果的に本作品の計画は『火の鳥2772 愛のコスモゾーン』へとつながった。
本作品は『火の鳥』の世界の結末の一つが描かれており、実写「第1部」と作品が輪廻する予定であった（第1部で始まりを見せ、第2部で終わりを見せ、終わりは始まりにつながる予定だった）。現在、この『火の鳥』（第2部）の内容は河出書房新社の『手塚治虫絵コンテ大全6 火の鳥2772』で読むことができる。内容は「未来編」「宇宙編」「復活編」「望郷編」を総括したような作品になっている。

##### あらすじ
西暦23ｘｘ年。人類はスペース・リープ航法という手段を発明し、自由に宇宙を移動していた。主人公は牧村壮吾、29歳、一流の宇宙ハンター。牧村は試験管で生まれた人物であり、家族はオルガと呼ばれるロボットしかいなかった。牧村にとってオルガはアシスタントであり、妻であり、娘であり、かけがえのない存在であった。
ある日、牧村は地球連邦移民局の局長であるロック長官に呼ばれる。そこで永遠の命を持つ「火の鳥」という生物を捕獲することを命じられた。牧村はレオーナとチヒロという2人の男女と出会い、一緒に旅に出ることになった。レオーナとチヒロは旅の途中で「エデン17」という惑星に降り立ち、仲間から外れる。牧村はレオーナから火の鳥が住んでいる惑星について聞き出し、そこへ向かった。その惑星は鳥人が人間のように生活している惑星であった。牧村は火の鳥の情報を聞き出すために、ポポヨラという鳥人の娘と接触した。ある日、オルガが突然ポポヨラこそが火の鳥であると語りだす。牧村はそれを知り、ポポヨラと戦い、正体を現した火の鳥から血を貰う。
牧村は地球に帰ろうとするが、地球の周辺まで近づくと地球から攻撃を受けるようになった。それは地球の人口増加、食糧危機、宇宙民の反乱などを防ぐために宇宙民を地球に入れないとするロックの判断であった。宇宙民は移民連合を組み、地球と対抗する突撃隊を組織した。牧村は移民の中でレオーナとチヒロの娘である「ロミ」を見つける。ロミは両親であるレオーナとチヒロを亡くし、15歳になり、美しい地球に憧れるようになり移民連合に参加した。牧村はそんなロミに恋をするようになった。牧村は愛するロミのためにロックと戦うことを決意する。
移民連合で沢山の人間が亡くなったが、牧村達は地球へと潜り込むことができた。牧村とロミとオルガは、荒れ地に巨大なドームのような建物を発見する。その建物には「猿田彦」という博士が住んでおり、そのドームには世界中の動物・植物が冷凍保存され集められていた。その時、地球は連鎖爆発を起こし、滅びてしまう。猿田博士も死に、オルガも牧村をかばって破壊。地球上で生き残ったのは牧村とロミだけであった。そして二人は…。

##### スタッフ（予定されていた内容）
- 制作、総指揮、監督 - 手塚治虫
- 監修 - 市川崑
- 脚本 - 手塚治虫、谷川俊太郎

1時間45分-2時間

#### 火の鳥2772 愛のコスモゾーン
1980年公開の映画作品。手塚治虫が原案・構成・総監督を務めた。

#### 火の鳥 鳳凰編
1986年公開。同時上映は真崎守監督の『時空の旅人』。映画作品だが公開当日に映像ソフトが発売されている。
ストーリーについては、#執筆された作品を参照。

##### 声の出演（鳳凰編）
- 我王 - 堀勝之祐
- 茜丸 - 古川登志夫
- 速魚 - 麻上洋子
- ブチ - 小山茉美
- 吉備真備 - 大塚周夫
- 火の鳥 - 池田昌子
- ナレーション - 城達也
- その他（役名表示なし） - 塩沢兼人、田中和実、屋良有作、松井摩味、池水通洋、平野正人、田中康郎、柳沢三千代

##### スタッフ（鳳凰編）
- 監督：りんたろう
- 製作：角川春樹
- プロデューサー：丸山正雄、りんたろう、岩瀬安輝
- 脚本：高屋敷英夫、金春智子
- 作画監督：さかいあきお
- 美術監督：椋尾篁
- 撮影監督：石川欽一
- 編集：尾形治敏
- 音響監督：宮下富実夫
- 音楽プロデューサー：石川光
- 製作：プロジェクトチームアルゴス、マッドハウス
- 企画協力：手塚プロダクション

#### 火の鳥 エデンの宙/火の鳥 エデンの花
『火の鳥 エデンの宙』のタイトルで2023年9月13日よりディズニープラスにて世界独占配信された後、エンディングが異なるバージョン『火の鳥 エデンの花』が同年11月3日に公開。「望郷編」をアニメ化した作品。

##### 声の出演（エデンの宙/エデンの花）
- ロミ - 宮沢りえ
- コム - 吉田帆乃華
- ジョージ - 窪塚洋介
- 牧村 - 浅沼晋太郎
- ズダーバン - イッセー尾形
- カイン - 木村良平

##### スタッフ（エデンの宙/エデンの花）
- 監督：西見祥示郎
- キャラクターデザイン・総作画監督：西田達三
- 脚本：真野勝成、木ノ花咲
- 音楽：村松崇継
- 美術監督：木村真二
- 演出・CGI監督：斉藤亜規子
- 色彩設計：江上柚布子
- 編集：重村建吾
- 音響監督：笠松広司
- プロデューサー：田中栄子
- エンディングテーマ：LIBERA「永遠の絆」
- 製作：「火の鳥 エデンの花」製作委員会
- アニメーション制作：STUDIO 4℃
- 配給：ハピネットファントム・スタジオ

### OVA

#### 火の鳥・ヤマト編
1987年8月1日発売。ストーリーについては、#執筆された作品を参照。

##### 声の出演（ヤマト編）
- オグナ - 井上和彦
- カジカ - 鶴ひろみ
- 川上タケル - 屋良有作
- イマリ - 塩屋浩三
- 第一王子 - 徳丸完
- ヤマトの王 - 岸野一彦
- 火の鳥 - 池田昌子

##### スタッフ（ヤマト編）
- 監督：平田敏夫
- 製作：角川春樹、植村伴次郎
- 企画：田宮武、中川真次
- プロデューサー：りんたろう、丸山正雄
- 脚本：高屋敷英夫、金春智子
- キャラクターデザイン・作画監督：さかいあきお
- 撮影：山口仁、松村康弘
- 美術監督：松岡聡
- 撮影監督：石川欽一
- 編集：尾形治敏
- 音楽監督：宮下富実夫
- 音響監督：明田川進
- 音楽プロデューサー：石川光
- 制作スタジオ：プロジェクトチームアルゴス、マッドハウス
- 企画協力：手塚プロダクション

#### 火の鳥・宇宙編
1987年12月21日発売。ストーリーについては、#執筆された作品を参照。

##### 声の出演（宇宙編）
- 猿田 - 堀勝之祐
- 牧村 - 神谷明
- 一宮ナナ - 戸田恵子
- 城之内 - 玄田哲章
- 奇崎 - 塩沢兼人
- 隊員 - 大倉正章
- 火の鳥 - 池田昌子

##### スタッフ（宇宙編）
- 監督：川尻善昭
- 製作：角川春樹、植村伴次郎
- 企画：田宮武、中川真次
- プロデューサー：りんたろう、丸山正雄
- 脚本：高屋敷英夫、金春智子
- 作画監督：野田卓雄
- メカニカルデザイン・設定デザイン：稲垣賢吾
- 美術監督：池田祐二
- 撮影監督：石川欽一
- 編集：尾形治敏
- 音楽監督：宮下富実夫
- 音響監督：明田川進
- 音楽プロデューサー：石川光
- 制作スタジオ：プロジェクトチームアルゴス、マッドハウス
- 企画協力：手塚プロダクション

### テレビアニメ
2004年に手塚プロダクション制作、NHK-BSハイビジョン（総合テレビ）にて本放送された。火の鳥を演じた竹下景子はアニメ映画『火の鳥2772　愛のコスモゾーン』以来24年ぶりの火の鳥での出演である。手塚プロのデジタル配色全面移行後に製作されたテレビアニメである(ASTRO BOY 鉄腕アトムは、セル画とデジタル配色との混合)。
放送されたエピソードはそれ以前にはアニメ化がされていなかった「黎明編」・「復活編」・「異形編」・「太陽編」・「未来編」。内容は一貫して愛憎両面での父子関係ないしは擬似父子関係を重視したものに大幅に短縮・改編され、編によってはほぼ別物語に近いものもある。また、原作漫画の実験的表現はほぼ完全に排されている。
ハイビジョン制作、5.1chサラウンド音声作品。
NHKでは様々なチャンネルで何度も放送されている。
ストーリーについては、#執筆された作品を参照。
- BSハイビジョン
  - 2004年3月に先行放送開始。同年4月より毎週金曜19時30分からレギュラー放送。
  - 2005年元旦に全編再放送。
  - 2009年3月31日より「ハイビジョン アニメシリーズ」枠内にて毎週火曜19時25分から放送。
- 総合テレビジョン
  - 2004年4月 - 6月 NHKアニメ劇場枠にて毎週日曜19時30分から放送。
  - 2005年4月、ミッドナイトチャンネル枠内で土曜深夜24時50分から25時15分に放送された。
  - 2025年1月1日から3月26日まで毎週水曜23時枠で放送された（休止の週あり）。音声はサラウンドではなく2chステレオ。初回は黎明編第1話・第2話を続けて放送した。

#### 声の出演（テレビアニメ）
- 火の鳥 - 竹下景子
- ナレーション - 久米明

- 黎明編
  - ナギ - 竹内順子
  - 猿田彦 - 小村哲生
  - グズリ - 中尾みち雄
  - ヒナク - 玉川紗己子
  - ヒミコ - 来宮良子
  - 天ノ弓彦 - 寺杣昌紀
  - スサノオ - 津田英三
  - ニニギ - 大塚明夫
  - ウズメ - 中谷ゆみ
  - カマムシ - 飯塚昭三
  - ウラジ - 屋良有作
  - おばば - 瀬畑奈津子
  - おじじ - 依田英助
  - 呪術師 - 宮田光
  - 長老 - 西川幾雄
  - タケル - 浪川大輔
  - フキ - 中川亜紀子
  - ヤズチ - 野島裕史
  - 田力男 - 土屋利秀
  - 侍女 - 出口佳代
  - 侍女 - 中川亜紀子
  - 兵 - 木村雅史
  - 兵 - 近藤孝行
  - 侍従 - 辻村真人
  - 兵士 - 長嶝高士
  - 兵士 - 松本大
  - 兵士 - 小谷津央典
  - 兵の声 - 秋元羊介、小谷津央典

- 復活編
  - レオナ・宮津 - 佐々木望
  - チヒロ - 小林美佐
  - ランプ - 広瀬正志
  - ニールセン - 小川真司
  - レイコ - 大坂史子
  - 猿田博士 - 小村哲生
  - ロビタ - 牛山茂
  - レオナの父 - 岩尾万太郎
  - レオナ（子供時代） - 高木礼子
  - 少年 - 久保田恵
  - 職員 - 岩男万太郎、麻生智久、田中完
  - 声 - 近藤孝行

- 異形編
  - 左近介 - 浅野まゆみ
  - 八百比丘尼 - 久保田民絵
  - 可平 - 島田敏
  - 八木家正 - 小村哲生
  - 塙陣太夫 - 岸野一彦
  - 村長 - 長嶝高士
  - 老婆 - 定岡小百合
  - 母 - 平辻朝子
  - 村人 - 松本大、上田陽司、保村真

- 太陽編
  - 犬上（ハリマ、クチイヌ） - 松本保典
  - マリモ - 内川藍維
  - おばば - 巴菁子
  - 阿曇ノ連猿田 - 小村哲生
  - ルベツ - 菅生隆之
  - 大海人皇子 - 内田直哉
  - 大王天智 - 池田勝
  - 法弁 - 大木民夫
  - 蘇我果安 - 藤本譲
  - 蘇我安麻呂 - 柳沢栄治
  - 月壇 - 楠見尚己（その二）、江川央生
  - 火檀 - 楠見尚己
  - 木檀 - 廣田行生
  - 大友皇子 - 神谷浩史
  - 壱伎史韓国 - 渡部猛
  - 高市皇子 - 野島健児
  - 日壇 - 岩崎ひろし
  - 大后 - 小金沢篤子
  - 伊吹丸 - 郷里大輔
  - 将軍 - 坂口候一
  - 小熊村長 - 麻生智久
  - 国司 - 仲野裕
  - 兵士 - 服巻浩司、小谷津央典
  - 農夫 - 宮田光
  - 男 - 最上嗣生
  - 女 - 茂呂田かおる
  - 役人 - 西脇保、中嶋聡彦
  - 従者 - 保村真
  - 里人 - 上田陽司、小谷津央典
  - 子ども - 樋口あかり
  - 側近 - 服巻浩司
  - 側近 - 小谷津央典
  - 農民 - 土屋利秀
  - 村人 - 上田陽司

- 未来編
  - 山之辺マサト - 浪川大輔
  - タマミ - 冬馬由美
  - ロック - 桐本琢也
  - 猿田博士 - 小村哲生
  - ロビタ - 牛山茂
  - アダム - 水島大宙
  - フィメール - 夏樹リオ
  - マサト（老人） - 阪脩
  - 少年 - 佐藤ゆうこ
  - 少女 - 中川亜紀子
  - 赤ん坊 - 樋口あかり
  - 原人 - 幸田昌明

#### スタッフ（テレビアニメ）
- 原作 - 手塚治虫
- 監督 - 高橋良輔
- 作画監督・キャラクターデザイン - 杉野昭夫、内田裕、西田正義、大下久馬
- 美術監督 - 河野次郎、西田稔、斉藤雅巳、柴田正人
- 色彩設定 - 箕輪綾美、小林美代子
- 撮影監督 - 中村圭介
- 音楽 - 内池秀和、野見祐二
- 音響監督 - 小林克良
- アニメーションプロデューサー - 清水義裕、宇田川純男
- 制作統括 - 貴志謙介、冨永慎一
- アニメーション制作 - 手塚プロダクション
- 国際共同制作 - Thirteen/WNET New York
- 共同制作 - NHKエンタープライズ
- 制作・著作 - NHK

#### 主題歌
オープニングテーマ「火の鳥」
作曲 - 内池秀和 / 編曲 - 野見祐二 / 演奏 - チェコ・フィルハーモニー管弦楽団、チェン・ミン、諫山実生
オーケストラによる演奏。諫山実生によるコーラスがあるが、歌詞はない。
エンディングテーマ「火の鳥」
作詞 - 湯川れい子 / 作曲 - 内池秀和 / 編曲 - 冨田恵一 / 歌 - 中島美嘉
エンディングの映像は宇宙空間をバックに、きらめく火の鳥を映したものとなっている。

#### 各話リスト
| 話数   | 放送日        | サブタイトル  | 脚本           | 絵コンテ       | 演出                | 作画監督                 | 美術監督        |
| ------ | ------------- | ------------- | -------------- | -------------- | ------------------- | ------------------------ | --------------- |
| 第1話  | 2004年 4月4日 | 黎明編 その一 | 五武冬史       | 寺田和男       | 吉村文宏            | 杉野昭夫                 | 河野次郎        |
| 第2話  | 4月11日       | 黎明編 その二 | 五武冬史       | 吉村文宏       | 津田義三            | 杉野昭夫 高橋直樹        | 河野次郎        |
| 第3話  | 4月18日       | 黎明編 その三 | 五武冬史       | 竹内啓雄       | 竹内啓雄            | 杉野昭夫                 | 河野次郎 安原稔 |
| 第4話  | 4月25日       | 黎明編 その四 | 五武冬史       | 青山弘         | 青山弘              | 杉野昭夫 垪和等 大下久馬 | 河野次郎        |
| 第5話  | 5月2日        | 復活編 その一 | 長谷川圭一     | 波多正美       | 吉村文宏            | 内田裕                   | 斉藤雅巳        |
| 第6話  | 5月9日        | 復活編 その二 | 長谷川圭一     | 鈴木卓夫       | 萩原露光            | 内田裕 渡辺章            | 斉藤雅巳        |
| 第7話  | 5月16日       | 異形編        | 杉井ギサブロー | 杉井ギサブロー | 大下久馬 水野健太郎 | 大下久馬                 | 河野次郎        |
| 第8話  | 5月23日       | 太陽編 その一 | 野崎透         | 竹内啓雄       | 伊藤幸松            | 西田正義 清水恵蔵        | 柴田正人        |
| 第9話  | 5月30日       | 太陽編 その二 | 野崎透         | 桑原智         | 桑原智              | 西田正義                 | 柴田正人        |
| 第10話 | 6月6日        | 太陽編 その三 | 野崎透         | 竹内啓雄       | 竹内啓雄            | 西田正義 瀬谷新二        | 柴田正人        |
| 第11話 | 6月13日       | 太陽編 その四 | 野崎透         | 西田正義       | 西田正義            | 西田正義                 | 柴田正人        |
| 第12話 | 6月20日       | 未来編 その一 | 小林弘利       | 吉村文宏       | 吉村文宏            | 杉野昭夫                 | 西田稔          |
| 第13話 | 6月27日       | 未来編 その二 | 小林弘利       | 波多正美       | 鈴木卓夫            | 杉野昭夫                 | 西田稔          |

### 火の鳥　羽衣編
手塚治虫ワールドの300インチシアターにて上映されていたオリジナル短編アニメ。制作陣はテレビアニメ版と一部同じだが、火の鳥の声優は代わっている。
手塚プロダクション/2004年7月17日/21分

#### キャスト（羽衣編）
- ズク：小村哲生
- トキ：斎藤恵理
- 火の鳥：田中敦子

#### スタッフ（羽衣編）
- 監督、キャラクターデザイン、作画監督：西田正義
- コンテ：桑原智
- 美術監督：柴田正人
- 色彩設計：油谷ゆみ

### プラネタリウム用アニメーション映画
『火の鳥 -絆編-』（ひのとりきずなへん）は2012年に公開されたプラネタリウム専用アニメーション映画である。秋田県能代市・能代市子ども館 、宮城県大崎市パレットおおさき（大崎生涯学習センター）、茨城県つくば市つくばエキスポセンターで上映。
主人公の平凡な地球人の少年カイは、宇宙へ飛びだったまま連絡が途絶えた父の帰りをずっと待っていた。しかし、父は10年経っても帰ってこなかった。ある日、そんなカイの前に炎に包まれた不思議な鳥が現れる。カイはその鳥と宇宙へと旅立つ。そしてカイは父の愛を知る。

#### スタッフ（絆編）
- 監督：河口俊夫[62]
- 音響監督：はたしょう二
- 音楽：倖山リオ
- 音楽制作：カンパニーAZA
- 制作：手塚プロダクション

### 火の鳥“道後温泉編”
愛媛県松山市は2019年より道後温泉本館が大規模な保存修理工事を開始したのを機に、同年1月より「道後REBORNプロジェクト」として手塚プロダクション、ポニーキャニオンと共同コラボレーション企画を展開。火の鳥をイメージキャラクターにしたキービジュアルや入浴券イラストが使用されるほか、同年5月からは手塚プロダクション制作によるオリジナルアニメーションを配信。アニメは全4話（プロローグ1話+本編3話）構成で、永遠の命を持つ火の鳥が三千年にわたる道後温泉の歴史において、それぞれの時代で人や神と関わる物語を描く。

#### スタッフ（道後温泉編）
- 原作 - 手塚治虫
- 企画 - 松山市
- 監督、絵コンテ - 吉村文宏
- 脚本 - 増本庄一郎、西村太佑
- キャラクターデザイン、プロローグ/第一話作画監督・レイアウト・原画 - 瀬谷新二
- 第二話/第三話作画監督・レイアウト・原画 - 加藤茂
- 美術監督 - 柴田正人
- 音楽 - 野見祐二
- アニメーションプロデューサー - 宇田川純男
- プロデュース - 清水義裕
- アニメーション制作 - 手塚プロダクション（第二話/第三話制作協力 - スタジオアド）
- 制作 - ポニーキャニオン
- 製作 - 手塚プロダクション / 松山市

#### 声の出演（道後温泉編）
- 火の鳥 - 水樹奈々 （全話に登場）
- ナレーション - 小村哲生（プロローグ・第一話）、友近（第二・三話）

下記に各話の登場人物および概要も簡単に解説。
プロローグ「大国主（オオクニヌシ）と少彦名（スクナヒコナ）」
2019年5月23日より配信開始
日本神話の時代。神である大国主は諸国を巡る旅の途中であったが、供である少彦名が熱を出して倒れてしまった。そこに現れた火の鳥が、二柱を温泉（のちの道後温泉）に導き癒す。元気になった二柱は温泉の守り神となり、後々の世まで人々を見守ることとなる。
- 大国主 - つるの剛士（第二・三話にも出演）
- 少彦名 - 三森すずこ（第二・三話にも出演）

第一話「聖徳太子、来浴」
プロローグと一体化して同日に配信開始
法興六年（西暦596年）10月、摂政として激務の日々を送る厩戸皇子（のちの聖徳太子）は大層疲れていた。そこに現れた老人が、皇子を温泉に導く。
- 厩戸皇子 - 田所陽向
- 老人（猿田彦） - 小村哲生（第二話にも明治時代の「猿田彦」が登場）
- 従者A - 松岡侑李
- 従者B - ふじたまみ

第二話 「子規と漱石」
2020年2月1日より配信開始
明治23年（西暦1890年）。当時の道後湯之町々長である伊佐庭如矢は、老朽化していた道後温泉本館を100年後の世まで持たせたいという心意気で「りぼーん（明治の改築）」に着手。腕のいい大工・坂本又八郎も棟梁として改築に協力し、無事に本館は生まれ変わった。その5年後、正岡子規は持病の病を癒すため友人である夏目漱石と共に道後温泉を訪れ、俗に言う「愚陀仏庵」で共に逗留生活を送る。この数年後、子規は物故する運命にあるが温泉に入って活力を得たことで、ほんの一時ではあるが命を長らえ、漱石は子規と過ごした日々を忘れず日本近代文学の礎を築いた。
- 正岡子規 - 福山潤
- 夏目漱石 - 立花慎之介
- マドンナ - 友近（第三話にも出演）
- 伊佐庭如矢 - つるの剛士（第三話にも出演）
- 坂本又八郎 - 三森すずこ（第三話にも出演）
- 赤シャツ（「大工」も兼ね役） - 中野泰佑
- 大工 - 中村大志

※このほか、道後温泉改築をクラウドファンディングで支援した2名の一般人（成人男性と少女）が、リターン（返礼）として本編にアニメキャラクター化して登場。声の出演もした。
第三話 「そして、未来へ」
2020年11月20日より配信開始
正応元年（西暦1288年）。後に時宗の開祖として崇められる一遍上人は十数年の諸国遊行を経て故郷である伊予の国に戻ってきた。彼の清冽な強い思いに感じ入った火の鳥は一遍に啓示を与える。一遍は道後温泉の湯釜に文字を掘り、その周りで人々と共に楽しく踊る。時は流れ、物語は現代、そして未来の道後温泉を描く。
- 一遍上人 - 板尾創路
- 異星人女 - 三森すずこ
- ロビタ / お客様 - 牛山茂
- 女性ロボ / 異星人子 - 島田愛野
- 異星人男 - 田丸篤志

### 舞台
- 青二プロシンフォニックドラマ『火の鳥－黎明編』（1979年）
- オペラ『火の鳥－黎明編』（1985年） 青島広志作曲
- オペラ『火の鳥－ヤマト編』（1985年） 青島広志作曲
- 舞台『スペースファンタジー「火の鳥」』アスペクタ（グリーンピア南阿蘇）落成記念フェスティバルで上演。（1987年）
- 舞台劇『火の鳥』（1989年）
  - 全労済ホールスペース・ゼロ開館記念として杮落とし公演。2001年の近未来を舞台にしたオリジナルストーリー。手塚治虫の遺作の一つ。
  - 出演：沖田浩之、五十嵐いづみ、隆大介、岡本舞、湯浅実、木ノ葉のこ
- 宝塚歌劇花組公演『火の鳥』（1994年）
  - 宝塚市立手塚治虫記念館開館記念公演。
- 松竹音楽劇『火の鳥』（1994年）
  - 脚本：鈴木聡、演出：栗山民也
  - 出演：岡本健一（グリス／マモル）、藤真利子（ヒミコ／メガミ）、赤坂晃（ナギ／オロ）、つみきみほ（ヒナク／タマミ）、笹野高史（猿田彦／猿田）
- 舞台『火の鳥』神戸オリエンタル劇場で上演。（1996年）
- 舞台『火の鳥・羽衣編』劇団民話芸術座が全国の学校・ホールで上演（1997年）
- ABCミュージカル『火の鳥』（2000年）
  - 脚本：鈴木哲也、演出：マキノノゾミ、音楽：財津和夫
  - 出演：萩原流行（我王／猿田彦）、牧瀬里穂（ブチ／速魚）、村井国夫（良弁僧正）、鈴木綜馬（茜丸）、森山未來（ヒョウタンカブリ）、庄野真代（火の鳥）
- 音楽劇『NINAGAWA火の鳥』（2000年）
  - さいたまスーパーアリーナ開館記念公演。脚本：横内謙介、演出：蜷川幸雄
  - 出演：今井絵理子、MAKOTO、いかりや長介
- 民話芸術座『火の鳥・羽衣編』（2004年、再演）
- 創作舞踊劇場公演『火の鳥　転生編〜炎のむこうにあなたがいた〜』（2004年）
  - 花柳錦之輔 / 尾上青楓（茜丸）、尾上京 / 花柳路太（比乃子）、市山松之助 / 西川大樹（我王）、橘芳慧（光明皇后）
- 音舞劇『火の鳥』東京芸術劇場中ホールで上演（2005年）
- わらび座ミュージカル『火の鳥 鳳凰編』（2008年 - 2009年）
  - 手塚治虫生誕80周年記念公演
  - 演出：栗山民也、脚本：齋藤雅文、音楽：甲斐正人、美術：妹尾河童
  - 出演：パク・トンハ / 三重野葵 / 渡部徹 / 平野進一 / 上野哲也（我王）、戎本みろ（茜丸）、碓井涼子 / 椿千代（速魚）、新妻聖子（火の鳥の声）
- 人形劇団クラルテ『手塚治虫生誕80周年 劇団結成60周年記念公演　火の鳥－黎明編』（2008年-各地を巡演）[注釈 15]

### 小説
- 角川書店『火の鳥〈鳳凰編〉』（1986年、著者：山崎晴哉）
- 角川書店『火の鳥〈乱世編 上〉大魔王之巻』（1986年、著者：山崎晴哉）
- 角川書店『火の鳥〈乱世編 下〉美麗悪魔之巻 』（1987年、著者：山崎晴哉）
- 角川書店『火の鳥〈黎明編〉卑弥呼・群狼之巻』（1987年、著者：山崎晴哉）
- 講談社『火の鳥2772 (マガジン・ノベルス・スペシャル)』（1995年、著者：並木敏）
- ポプラ社『小説 火の鳥　黎明編 (小説火の鳥 1)』（2006年、著者： 大林憲司）
- ポプラ社『小説 火の鳥　ヤマト編 (小説火の鳥 2)』（2007年、著者： 大林憲司）
- ポプラ社『小説 火の鳥　鳳凰編 (小説火の鳥 3)』（2008年、著者： 大林憲司）
- 『火の鳥アトム編』
  - 二階堂黎人により『SF Japan VOL.3 冬季号 手塚治虫スペシャル （2001年 徳間書店）』の中にて書きおろし。文庫『手塚治虫COVER タナトス篇（2003年 徳間書店）』にも収録。
- 『小説 火の鳥 大地編』（2019年、著者：桜庭一樹、朝日新聞be連載）

### TVゲーム
- 火の鳥 鳳凰編 我王の冒険（ファミリーコンピュータ、コナミ、1987年）
- 火の鳥 鳳凰編（MSX2、コナミ、1987年）

2作品とも、アニメ映画『火の鳥 鳳凰編』とのメディアミックス作品。パッケージやマニュアルの表紙に映画のイメージ画像が使われているほか、手塚治虫に加えて映画の製作元である角川書店がクレジット表記されている。

### ギャグ漫画
- 和田ラヂヲの火の鳥（著者：和田ラヂヲ、マイクロマガジン社）

上記は、手塚治虫生誕90周年記念書籍『テヅコミ』（マイクロマガジン社）にて連載されたトリビュート作品。2013年愛媛美術館で開催された「手塚治虫展」にて展示された漫画も収録し、単行本が全1巻刊行された。